# Funes (Santa Fe)
Funes (antes, Villa San José o San José de los Sapos) es una ciudad (desde 1991) de la provincia de Santa Fe, Argentina. Conocida como el «Jardín de la Provincia», su ejido municipal forma parte del Gran Rosario, se encuentra mayormente dentro del departamento Rosario y tiene una pequeña porción dentro del departamento San Lorenzo. Dista 15 km al oeste del microcentro de Rosario, 170 km al sur de la ciudad capital provincial, 310 km al norte de Buenos Aires y 400 km al sureste de Córdoba. Fundada  en 1875, la ciudad de Funes en este 2025 tiene 150 años.
El clima es templado en la mayor parte del año. Se lo clasifica como clima templado pampeano.
La población es mayoritariamente de clase media y se registra el más bajo porcentaje de población con necesidades básicas insatisfechas. Contaba con 23,520 habitantes (Indec, 2010) fijos y 38,274 habitantes (Indec, 2022). 
Una extensa arboleda y el suelo elevado le otorgan a esta ciudad, particulares condiciones ambientales que son altamente requeridas en la búsqueda de nuevas residencias.

## Historia
Las tierras sobre la cual fue fundada la Villa San José, paraje donde cabalgaban indios Querandíes, Calchaquíes y Timbuenses, pertenecieron al Capitán Luis Romero de Pineda, quien las obtuvo mediante merced en 1689. Luego, ya sea por ventas o por sucesiones, estos pertenecieron a Lorenzo Villarruel, al Coronel Dámaso Centeno y los herederos de este último las vendieron entre 1861 y 1862 mediante remate público, ocasión en que una fracción fue adquirida por José Ávila, padre de doña Modesta Ávila que las heredó por fallecimiento de su madre Manuela Colomero de Ávila.

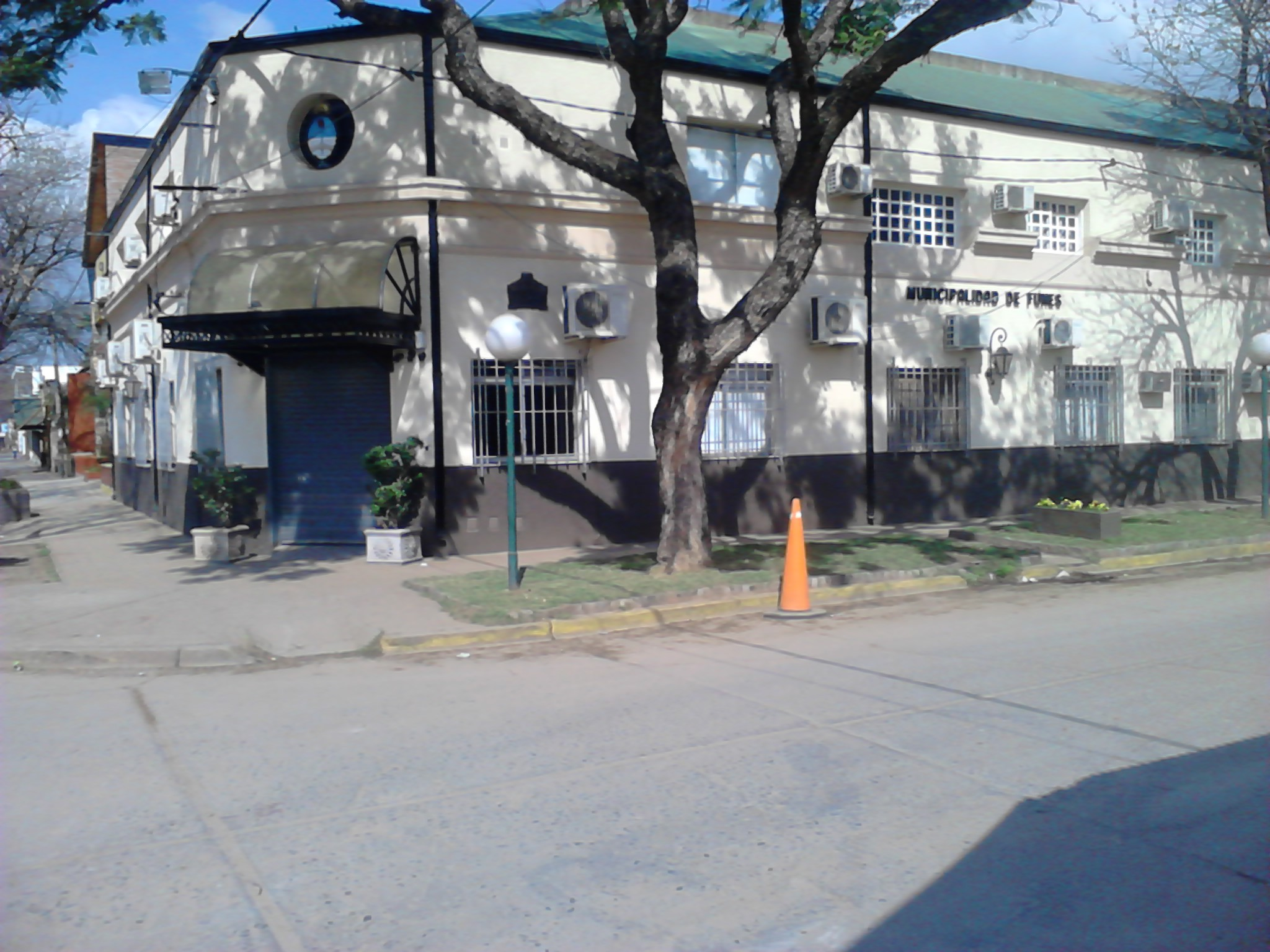
Edificio Municipal de Funes.

Así como la mayoría de los pueblos vecinos, nace por iniciativa de la compañía de tierras del Ferrocarril Central Argentino, comenzando así una colonización por favorecer a los intereses de la empresa inglesa ferroviaria. Tomás de la Torre, toma el tendido ferroviario Rosario-Córdoba como referente y funda la localidad con un trazado casi simétrico en relación con el mismo.
En 1875, durante las gestiones de Tomás de la Torre y al promulgarse la ley de colonización del entonces Gobernador Servando Bayo, se concreta oficialmente la fundación del pueblo, aunque la aprobación de su fundación fue con el nombre de San José, (también conocido como Villa San José de Ávila). En ese mismo año, Tomás de la Torre consigue que el tren se detenga en la estación del pueblo, por medio de un sistema de banderas que indicaban el ascenso y descenso de pasajeros.
La denominación de Ávila persistió hasta 1893, cuando a la estación ferroviaria le cambiaron su primer nombre de Ávila por el de Funes, apellido este último del médico y político cordobés Pedro Lino Funes, además propietario de gran fortuna que se vio agasajado en vida con esa distinción. Hay un testimonio fotográfico donde el mencionado Funes aparece en la ceremonia del cambio de nombre de la estación, rodeado de correligionarios en el andén de la estación.
En la Municipalidad de Funes, se encuentra el plano original del entonces pueblo donado por la familia Murray, cuyas copias, luego del paseo, Tomás de la Torre hizo circular en Rosario y zona de influencia, hecho que contribuyó al éxito de la venta de los terrenos que estaban constituidos por 235 manzanas cuadradas de 100 metros de lado, subdividas en cuartos de 50x50.
Cuando a mediados del siglo XX comenzó el desarrollo de una política para lotear predios cercanos al casco urbano, las hasta entonces áreas agrícolas, fueron transformándose paulatinamente en los terrenos que constituyeron las zonas residenciales. Gracias a esto, Funes obtiene la categoría de comuna en 1933 y en años posteriores, de ciudad y a la vez de municipio en 1991, alcanzando los 8500 habitantes.
Se sospecha que la ciudad, sirvió como alojamiento de varios centros clandestinos de detención durante la dictadura, entre los más renombrados están «El Castillo», «La Española» (actual barrio cerrado) y la «Quinta de Funes» (también conocida como «Casco La Argentina»), entre otros.
En la actualidad, la «Quinta de Funes» es el único CCD confirmado hasta ahora por la justicia, ubicado en el cruce de la ex RN9 y diagonal San José. Allí funcionaba entre septiembre de 1977 y enero de 1978, una imprenta clandestina, desde la cual, el Ejército falsificaba folletos de militantes de la organización Montoneros y donde se elaboró el plan de inteligencia conocido como «Operación México»,  por orden del General Leopoldo Galtieri, cuyo objetivo fue secuestrar a integrantes de la cúpula Montoneros, que estaban en ese país. En el año 2016, se señalizó el predio como «Sitio de Memoria del Terrorismo de Estado» y se aprobó la expropiación para convertirlo en museo.
El 28 de marzo de 2025, se presentó una fuerte caída de granizo en la localidad durante la mañana, con graves daños materiales y sin víctimas humanas.

## Geografía

### Ubicación

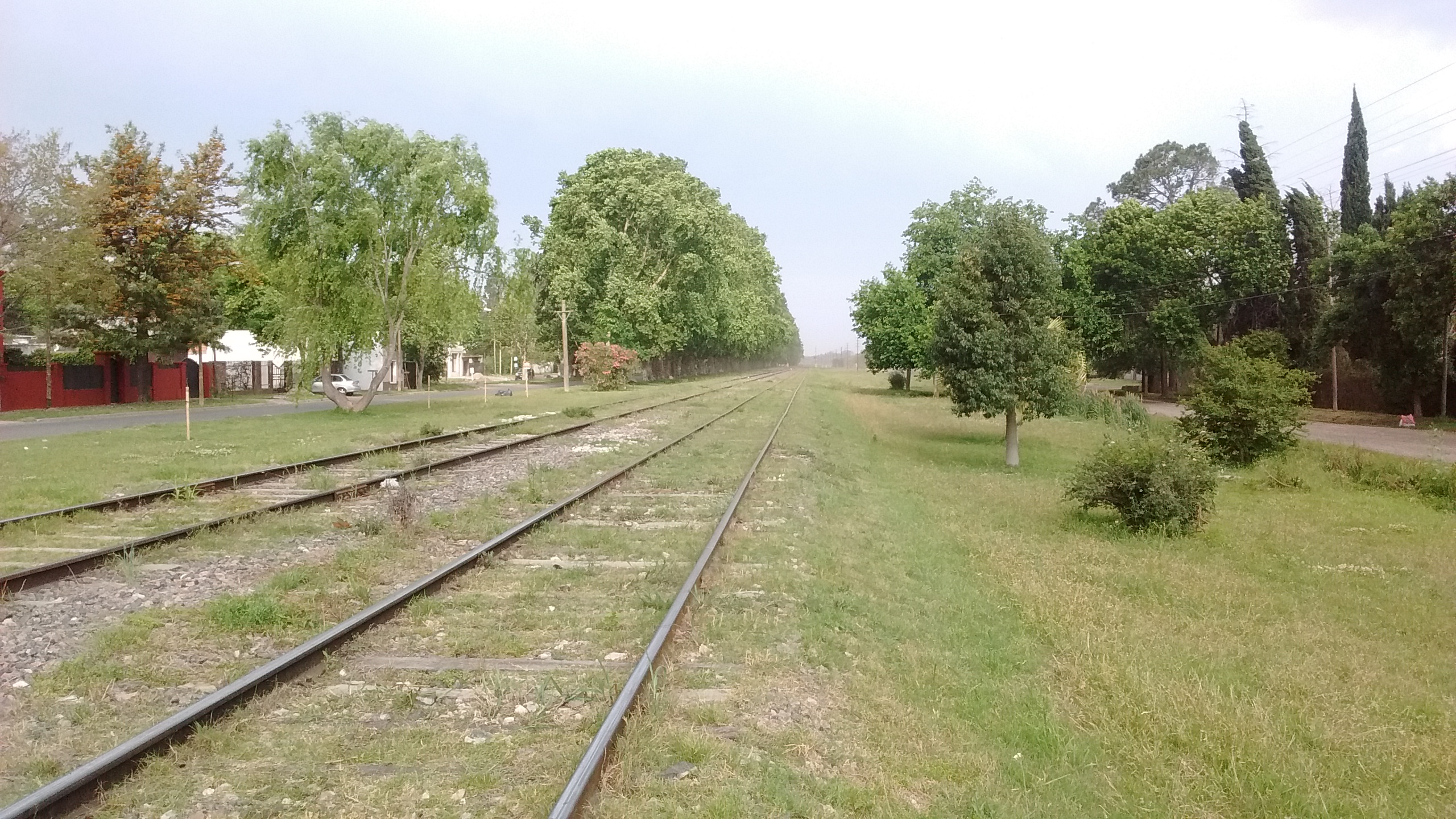
Panorama de la ciudad de Funes.

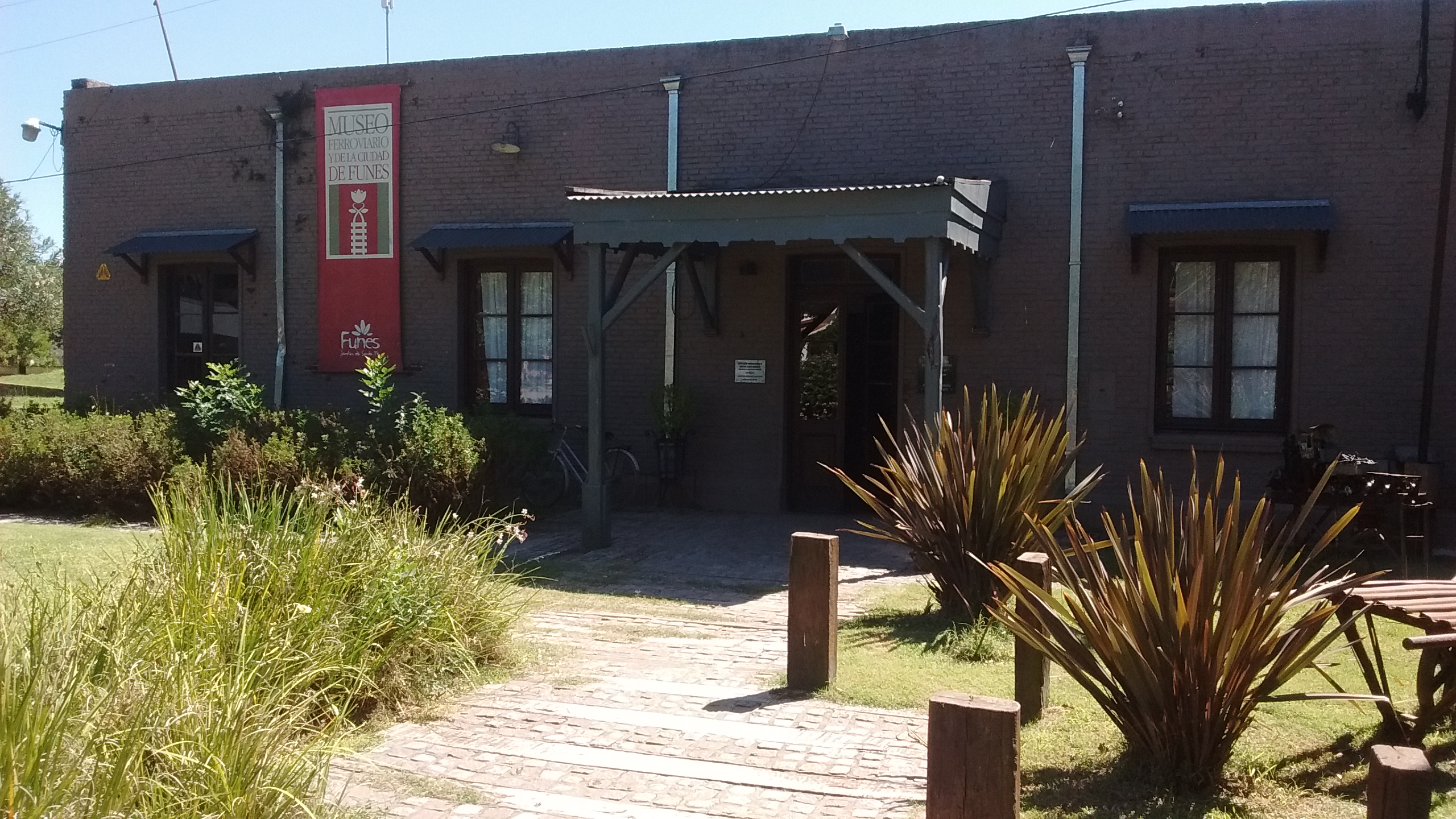
Vista del Museo Ferroviario «Juan Murray».

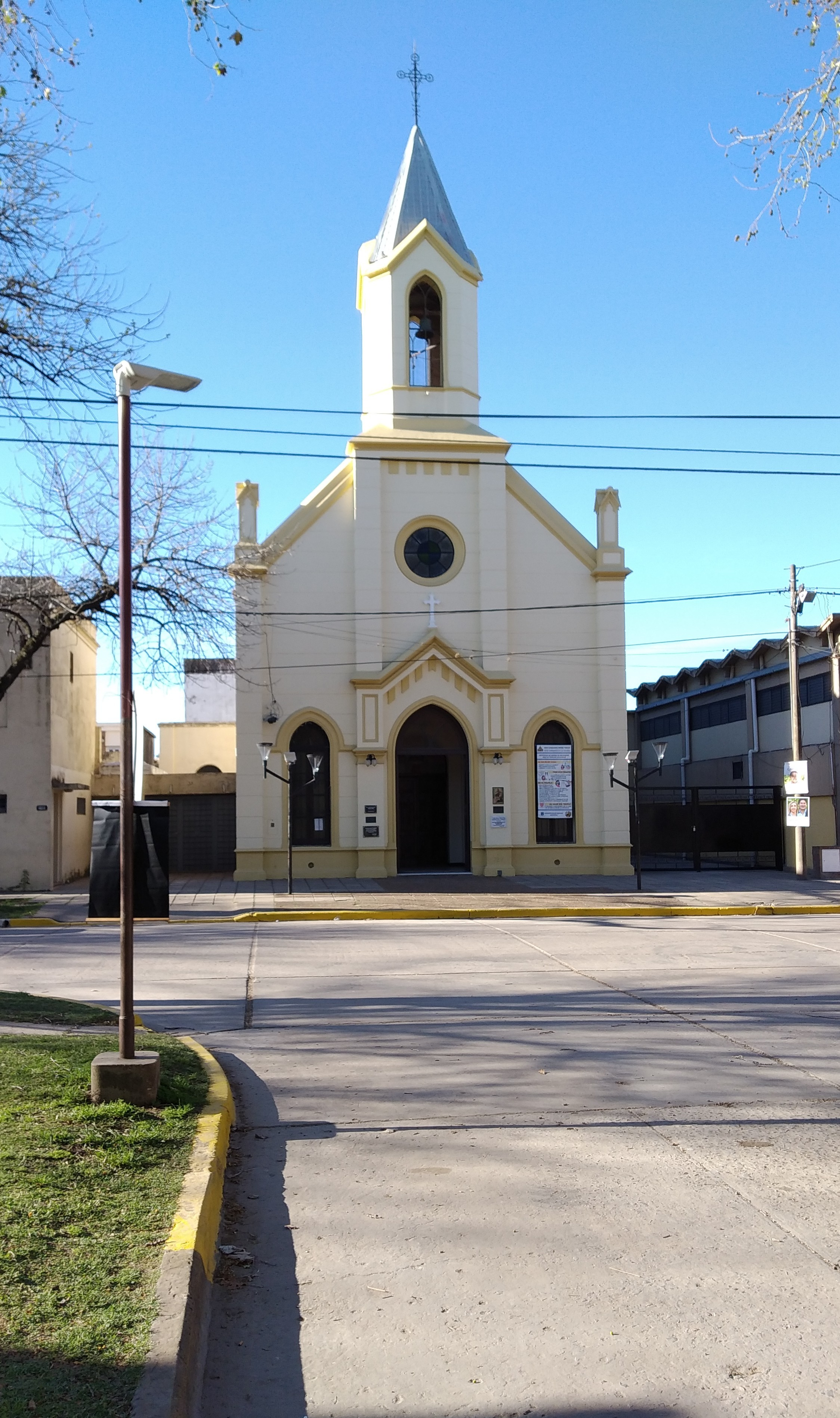
Iglesia Nuestra Señora del Carmen, principal templo católico de la ciudad de Funes.

Dista a 21 km al oeste del microcentro de Rosario, 170 km al sur de la ciudad capital provincial, 310 km al norte de Buenos Aires y 400 km al sureste de Córdoba.
La ciudad se extiende de este a oeste por más de ocho kilómetros y de norte a sur, alrededor de seis kilómetros en su punto máximo. Limitada por Rosario al este, separada por el Arroyo Ludueña, al oeste con la ciudad de Roldán, separada por la calle «San Sebastián», al norte con la ciudad de Ibarlucea y al sur con la ciudad de Pérez.
De este a oeste, la ciudad es atravesada por la Autopista Che Guevara  RN9  (prolongación de la rosarina Av. Pellegrini), la Ruta Nacional 1V09  RN1V09  (ex  RN9  y continuación de la rosarina Av. Eva Perón y calle Córdoba), la Av. Arturo Illia (ex Fuerza Aérea al este de la rotonda con H. Yrigoyen y continuación de la rosarina Av. Calasanz y Av. Mendoza) y la Av. Fuerza Aérea (al oeste de la rotonda con calle H. Yrigoyen), donde se ubica el Liceo Aeronáutico Militar de la Fuerza Aérea Argentina. A cuatro cuadras al norte de la ex Ruta Nacional 9, el municipio es atravesado por la línea de Ferrocarril General Mitre del Nuevo Central Argentino. De norte a sur, es atravesada por la ruta provincial 34-S  RP34-S .
Lindando al este de la ciudad, se encuentra el Aeropuerto Internacional de Rosario llamado «Islas Malvinas», en jurisdicción de Rosario.

### Clima
El clima es húmedo y templado en la mayor parte del año. Se lo clasifica como clima templado pampeano, es decir que las cuatro estaciones están medianamente definidas.
Hay una temporada calurosa desde octubre a abril (de 18 °C a 36 °C) y una fría entre principios de junio y la primera mitad de agosto (con mínimas en promedio de 5 °C y máximas promedio de 16 °C), oscilando las temperaturas promedio anuales entre los 10 °C (mínima), y los 23 °C (máxima). Llueve más en verano que en invierno, con un volumen de precipitaciones total de entre 800 y 1300mm al año (según el hemiciclo climático: húmedo «1870 a 1920» y «1973 a 2020»; seco «1920 a 1973»).
Casi no existen (de baja frecuencia) fenómenos climáticos extremos en Funes: vientos extremos, nieve, hidrometeoros severos. La nieve es un fenómeno excepcional; la última nevada fue en 2007, la penúltima en 1973; y la antepenúltima en 1918. El 9 de julio de 2007, nevó en la localidad.
Un riesgo factible son los tornados y tormentas severas, con un pico de frecuencia entre octubre y abril. Estos fenómenos se generan por los encuentros de una masa húmeda y cálida del norte del país y una fría y seca del sector sur argentino.
Humedad relativa promedio anual: 76%

### Sismicidad
El último terremoto fue a las 3.20 UTC-3 del 5 de junio de 1888 (ver Terremoto del Río de la Plata en 1888). La región responde a las sub-fallas «del río Paraná», y «del río de la Plata», y a la falla de «Punta del Este», con sismicidad baja; y su última expresión se produjo hace 137 años, con una magnitud aproximadamente de 4,5 en la escala de Richter.

## Población

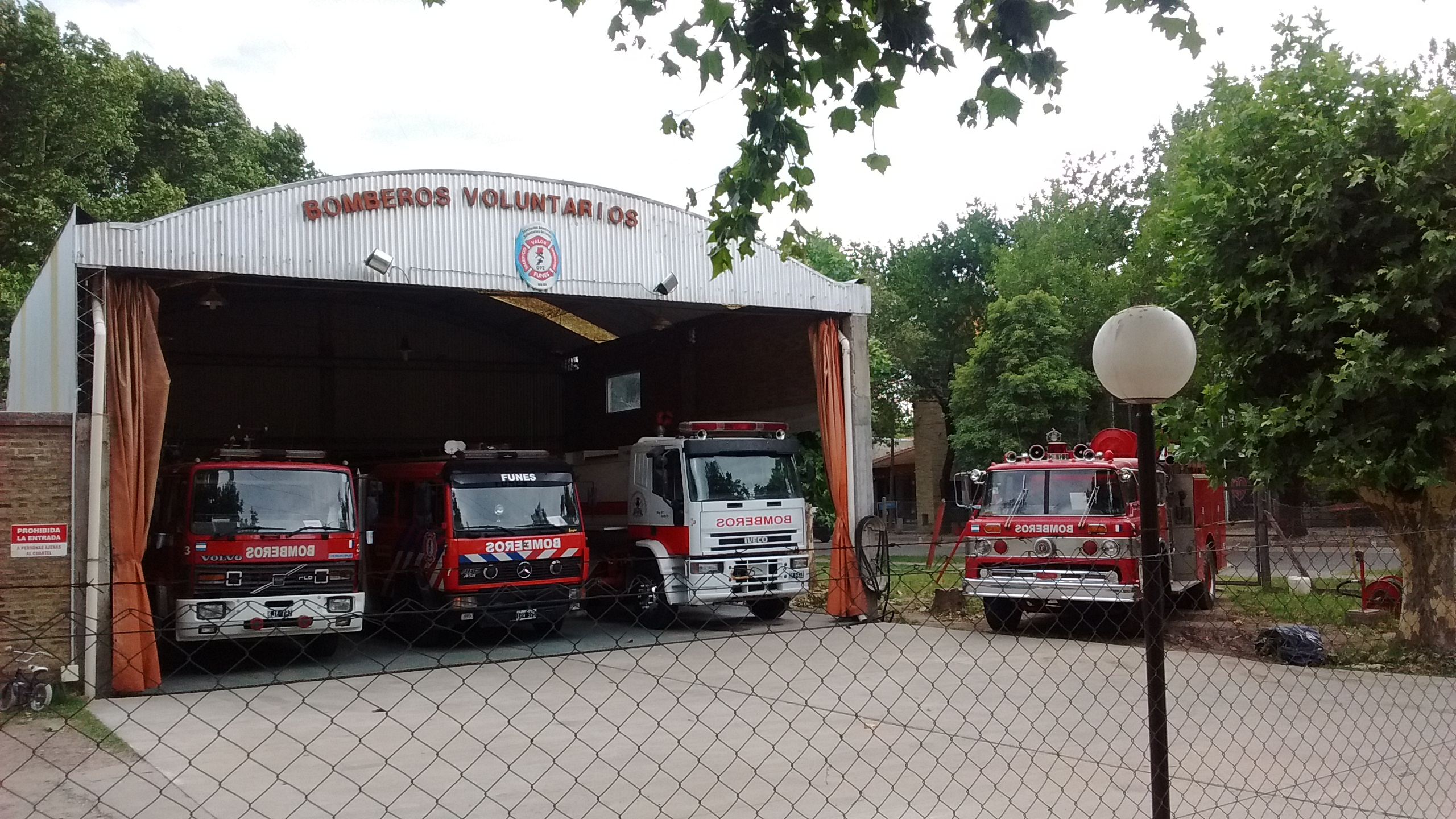
Cuartel de bomberos voluntarios

La población de Funes es mayoritariamente de clase media y se registra el más bajo porcentaje de población con necesidades básicas insatisfechas (el 7,6%) entre las otras localidades que conforman el área metropolitana de Rosario.
Dentro del área metropolitana, es la ciudad de menor desarrollo industrial y presenta la siguiente situación:
- La menor densidad de establecimientos industriales por cada 1000 habitantes en el área metropolitana Rosario.
- La menor densidad de personal industrial por cada 10 000 habitantes en el área metropolitana Rosario.

Cuenta con 38,274 habitantes (Indec, 2022) fijos, lo que representa un incremento de casi el 63% frente a los 23,520 habitantes (Indec, 2010) del censo anterior.
Los fines de semana y en verano, es ocupada por personas de todo el Gran Rosario, llegando a tener, en el verano, una población total de más de 100 mil personas.
| Gráfica de evolución demográfica de Funes entre 1980 y 2022 |
|                                                             |
| Fuente: Censos nacionales del INDEC                         |

## Estructura Urbana

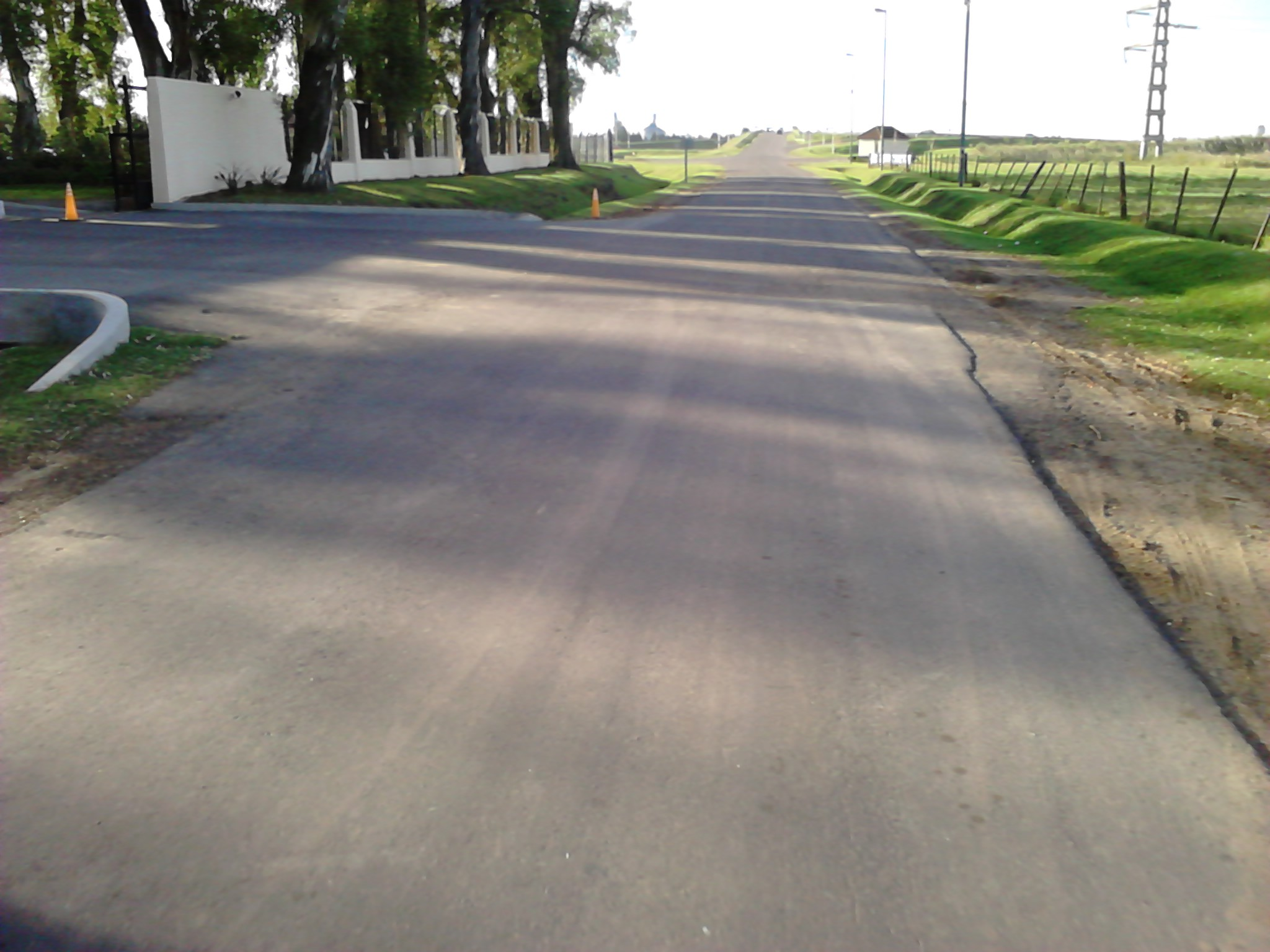
Entrada al barrio Kentucky, lindero a la autopista RN9

El casco fundacional, ubicado a ambos lados de las vías del ferrocarril, comenzó a extenderse hacia el sur con la pavimentación de la ex Ruta 9 y luego a lo largo de esta, cuando en los '60 se da inicio a un proceso expansivo de la planta urbana cuyo resultado es un área urbanizada muy extensa, de baja densidad y con bajos niveles de dotación infraestructural, que vuelve a crecer hacia el sur a partir de la construcción de la Autopista Guevara, que actuó como un disparador para la puesta en marcha de nuevos emprendimientos residenciales en esta localidad.
Este fue el resultado de una serie de operaciones de loteos que llevaron adelante agentes inmobiliarios de la ciudad de Rosario para satisfacer una demanda específica de sectores de la población rosarina.
En 1985, el 15,7 % del total de la superficie se encontraba urbanizada, mientras que para el 2020 esa superficie fue de 26,5 % y en 2023 se alcanzó el 34,2 %.
Funes resulta ser el polo de mayor atracción para el establecimiento de la nueva residencia permanente de sectores de la población de ingresos medios y altos. Una extensa arboleda y el suelo elevado le otorgan a esta ciudad, particulares condiciones ambientales que son altamente requeridas. Los nuevos residentes demandan mejores condiciones de vida urbana: barrios más seguros para el esparcimiento de los niños, terrenos de grandes dimensiones que permitan contar con jardín, piscina y patio, áreas arboladas y bajas tasas de criminalidad entre otras.
En noviembre de 2015 y según el Conicet, Funes fue calificada como la segunda ciudad en la provincia de Santa Fe, con la mejor calidad de vida, superada solamente por Sunchales.
En diciembre de 2015, por iniciativa del intendente Diego León Barreto y decisión del Concejo municipal de Funes, se aprobó la creación de dos barrios cerrados (uno de ellos, incluye edificios en altura que al inicio fueron permitidos hasta 12m) y un parque industrial. Estos proyectos,fueron aprobados por las ONG locales

### Barrios
El crecimiento inmobiliario de Funes en los últimos años ha dado lugar a una amplia variedad de barrios, distribuidos en 15 zonas administrativas oficiales. Contando con más de 100 desarrollos urbanísticos, incluyendo al menos 24 barrios cerrados, la localidad ha experimentado una transformación urbanística significativa, consolidándose como un polo de atracción residencial y comercial.
A continuación, se detalla la distribución de los barrios por zona administrativa:
 Zona 1 
- Altos de Funes
- Candelaria
- Carpanetto
- Centro
- Industrial
- La Florida
- Los Chalecitos
- Los Nogales
- María Auxiliadora
- Rincón de Funes
- Río de Pájaros
- San Telmo
- Scaglione
- Vásquez Rey

 Zona 2 
- Brisas de Funes 1 y 2
- Calmo
- Don Juan
- Funes R.
- La Cardera
- Los 2 chinos
- Los Aljibes
- Los Morros
- Los Troncos
- San Juan
- Saint Patrick
- Villa San Juan

 Zona 3 
- Aero Funes
- Barani
- Cannes (en construcción)
- Funes City
- Kovacick
- Puente Golf
- Puerta del Sol
- Tomás de la Torre
- Travaccio
- Vida Green
- Villa Elvira

 Zona 4 
- Distrito Funes (propuesto)
- KM 318
- Los Solares
- Puente Golf
- Villa Golf

 Zona 5 
- Alfonsín
- Don Bosco
- Don Bosco II
- Funes Norte
- Lomas de Funes
- Paseo del Norte (Funes Norte)
- Rudof
- Vélez Sarsfield
- Villa Ercolina
- Villa del Sol

 Zona 6 
- Atardeceres de Funes
- Mojón de Funes
- La Rural
- La Siesta
- Latucca y Mondini
- Las Nueces
- Pao Pey
- Top Funes

 Zona 7 
- Drazi
- El Palomar
- Inmobiliaria Parque
- Ocho Sauces
- Proa 200
- Residencial Funes

 Zona 8 
- Cantore Linare
- Don Luis
- El Bosquecillo
- El Summun
- Funes Ranch
- Funes Town
- Junquet
- KM 323
- Lenaue
- Propio Hogar
- Rincón de la Arboleda
- Santa Isabel 1
- Santa Isabel 2
- Santa Isabel 3
- Santa Isabel 4
- Santa Isabel 5
- Turcatto

 Zona 9 
- Brancatelli
- Cantegril (Funes Hill)
- Condominios DM
- Colinas de Funes
- Don Ignacio
- Don Mateo
- El Sol de Funes
- Las Calandrias
- Las Quintas
- Profesional Country Club
- Quintas de Funes
- San Alberto
- San Alberto 2
- Santa Isabel J.A.
- Vida Jardín

 Zona 10 
- Kentucky
- Sol de Funes

 Zona 11 
- San Marino (Funes Hill)

 Zona 12 
- Cadaques (Funes Hill)

 Zona 13 
- Miraflores (Funes Hill)

 Zona 14 
- Aguadas

 Zona 15 
- San Sebastián

 Zona 16 
- Haras de Funes

 Zona 17 
- Vida I

 Sin especificar 
- Aguadas Lakes (en construcción)
- Chacras Club de Campo (propuesto)
- Damfield Residencial (en construcción)
- Islas Malvinas
- La Finca Country Club
- Las Fincas 2 (en construcción)
- La Guillermina (en construcción)
- La Reserva (en construcción)
- Vida Club de Campo
- Vida Crystal Lagoon

### Vecinales

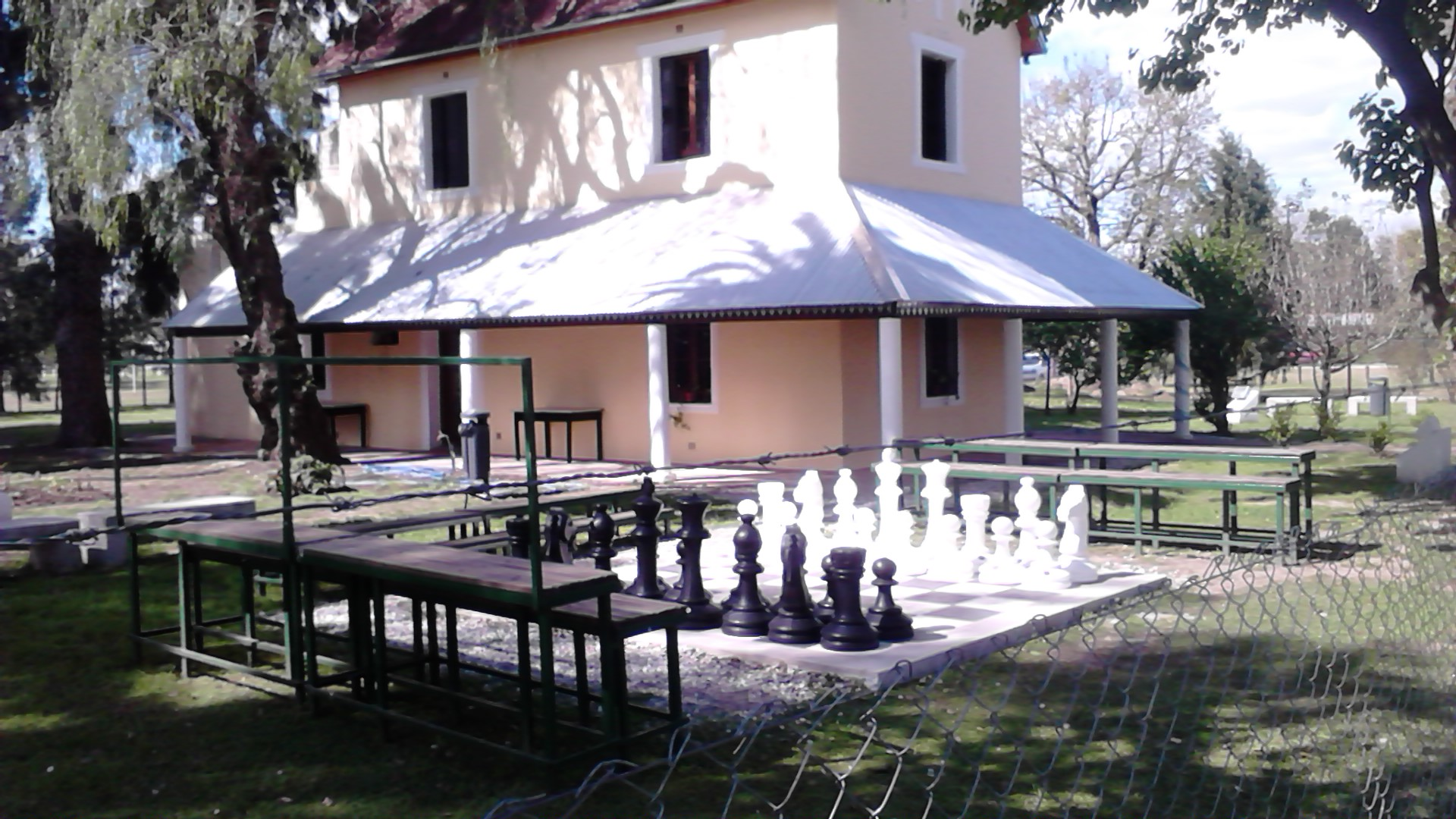
Nueva biblioteca «José Hernández».

| Vecinal                          | Presidente              |
| -------------------------------- | ----------------------- |
| Agrupación de vecinales de Funes | Hugo Torres             |
| Los Solares                      | Erich Bertuzzi          |
| Profesional Country Club         | Gabriel Develluk        |
| Tomás de la Torre                | Elena Barbosa           |
| Villa del Sol (Zona 5)           | Mario Moreno            |
| Funes 323 - Zona 8 (Zona 8)      | Julio Ineichen          |
| Funes Residencial                | María del Pilar Capella |
| Villa Elvira                     | Gabriela Nieczaj        |
| Villa Golf                       | Cristian Román          |

### Espacios Verdes y recreativos
- Parque de la Estación
- Parque de la Vida
- Plaza 12 de Octubre (antes plaza de la Madre)
- Plaza 21 de Septiembre
- Plaza Cantegril
- Plaza Castelli
- Plaza Daniel Raúl Soto
- Plaza de la Cuña
- Plaza Don Bosco
- Plaza Estanislao López
- Plaza Eva Perón
- Plaza Federico Leloir
- Plaza Jardín Municipal Amiguitos
- Plaza Juana Azurduy
- Plaza Los Pinos (también conocida como plaza Antonio Berni)
- Plaza Los Solares
- Plaza Pipi Capella (antes plaza Modesta Ávila)
- Plaza por la Memoria
- Plaza San José
- Plaza San Juan
- Plaza San Martín (antes plaza Villa del Sol)
- Plaza Vitara
- Plazoleta de la Memoria
- Polideportivo Arturo Humberto Illia
- Profesional Country Club

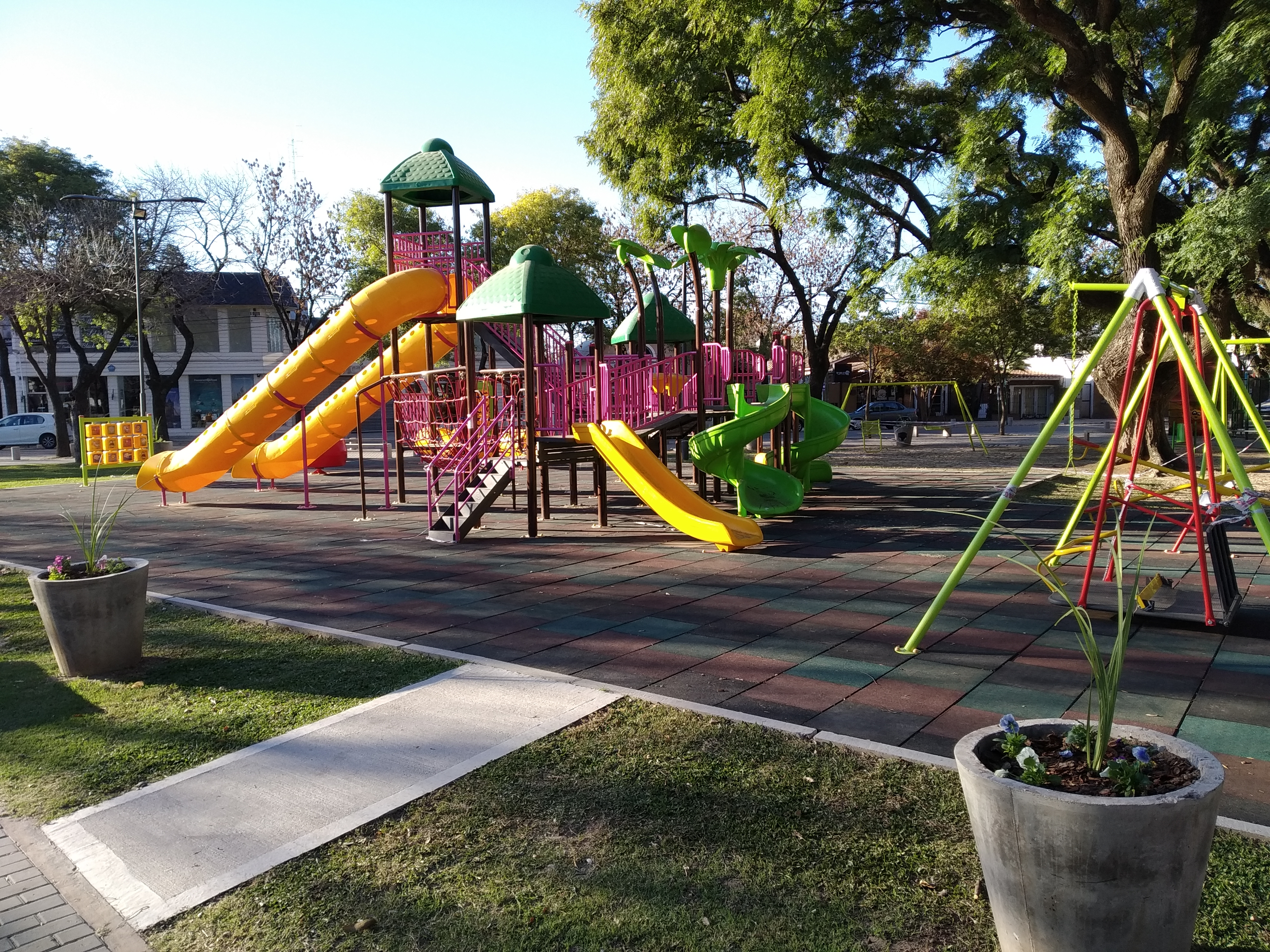
Juegos infantiles (Plaza San José)
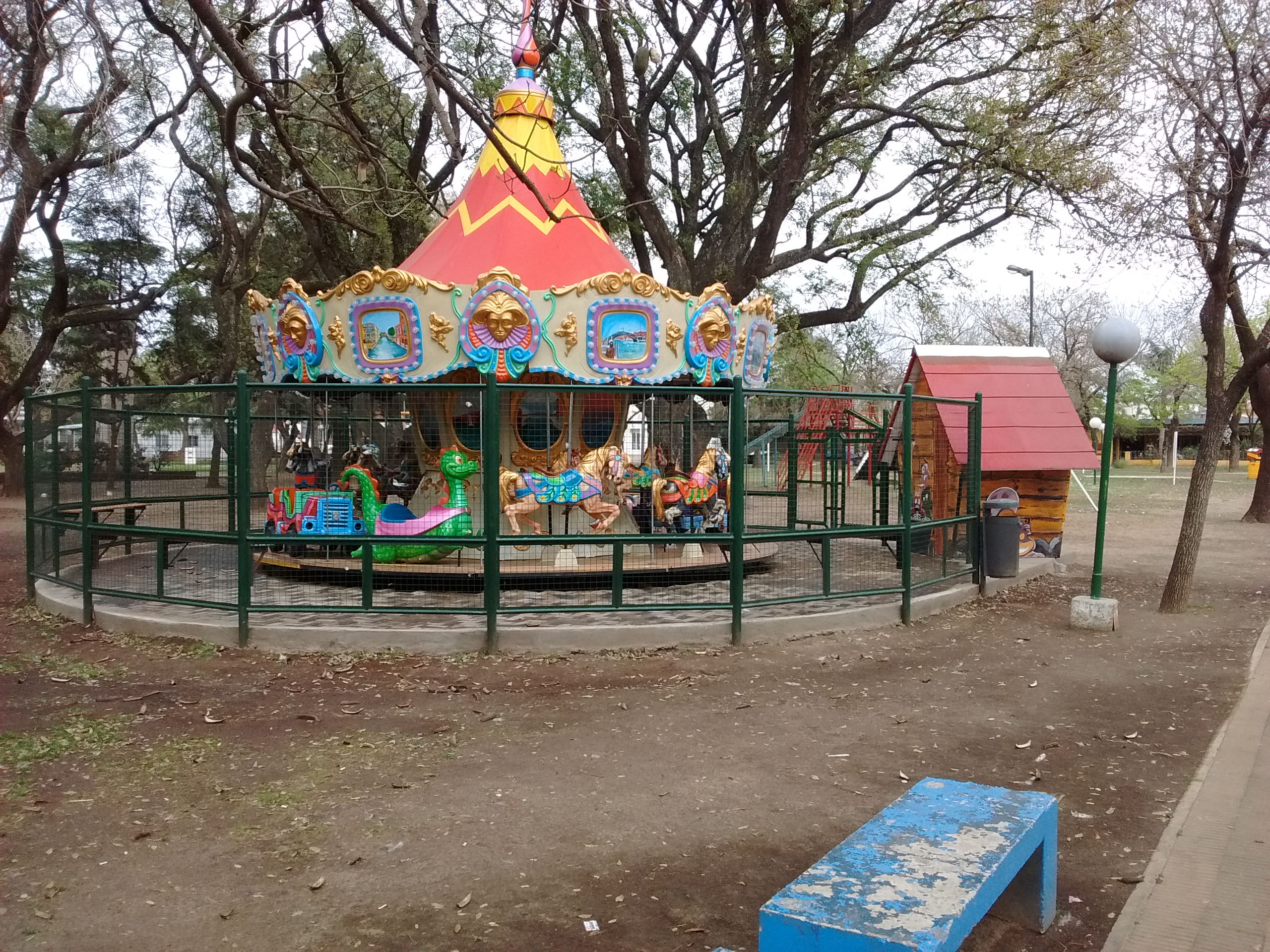
Calesita (Plaza San José)
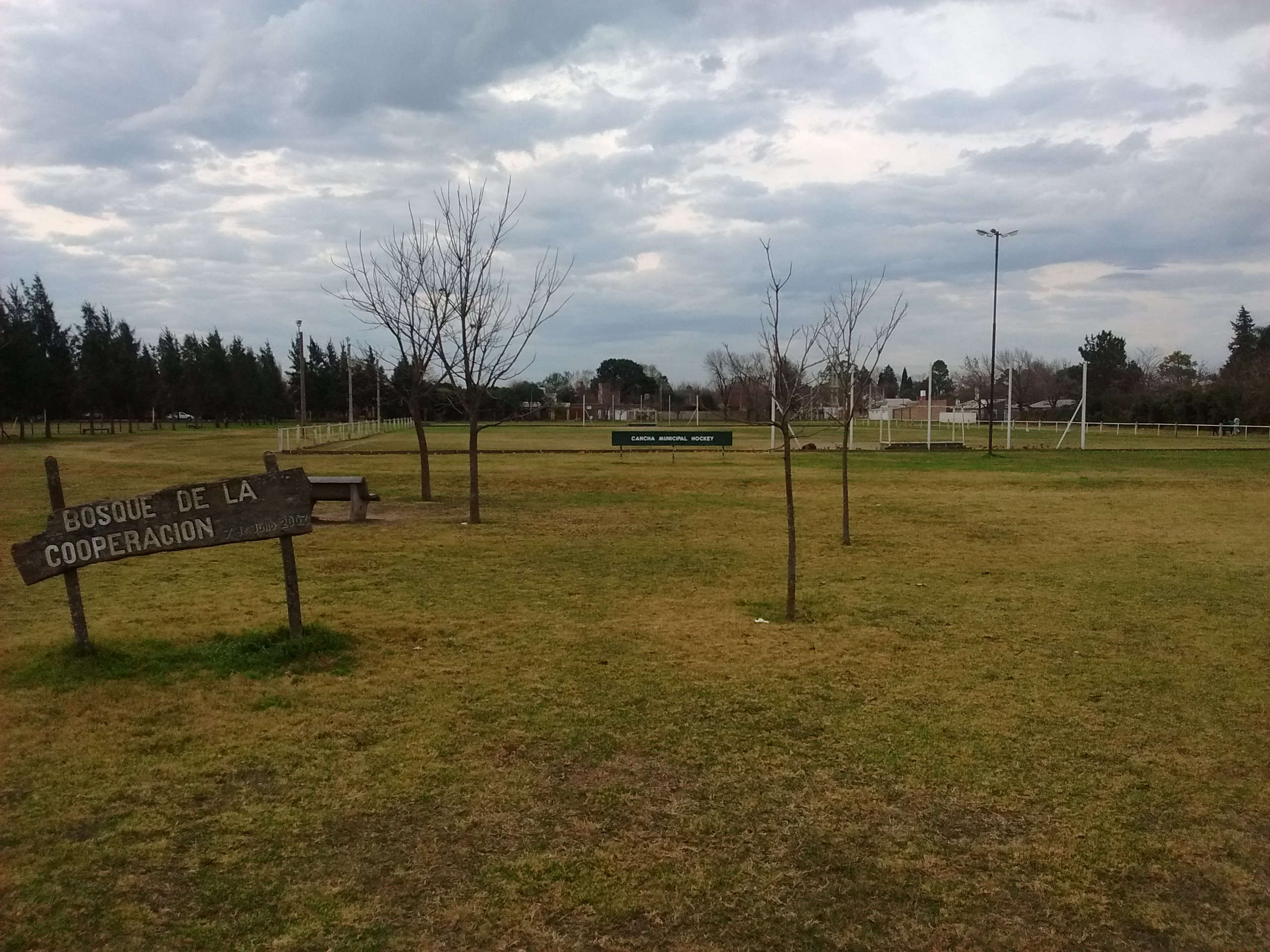
Polideportivo Illia
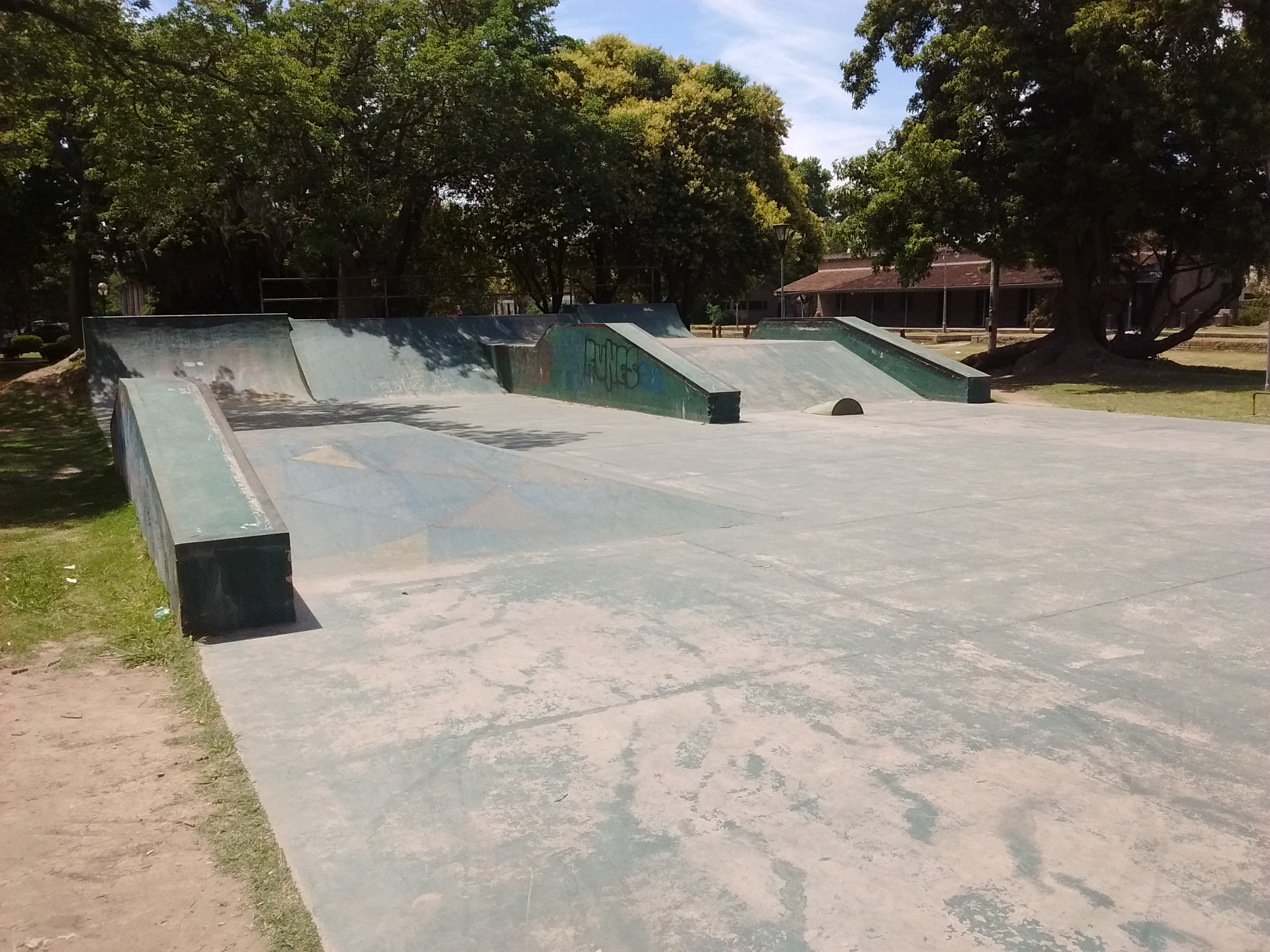
Skatepark (Parque de la Estación)
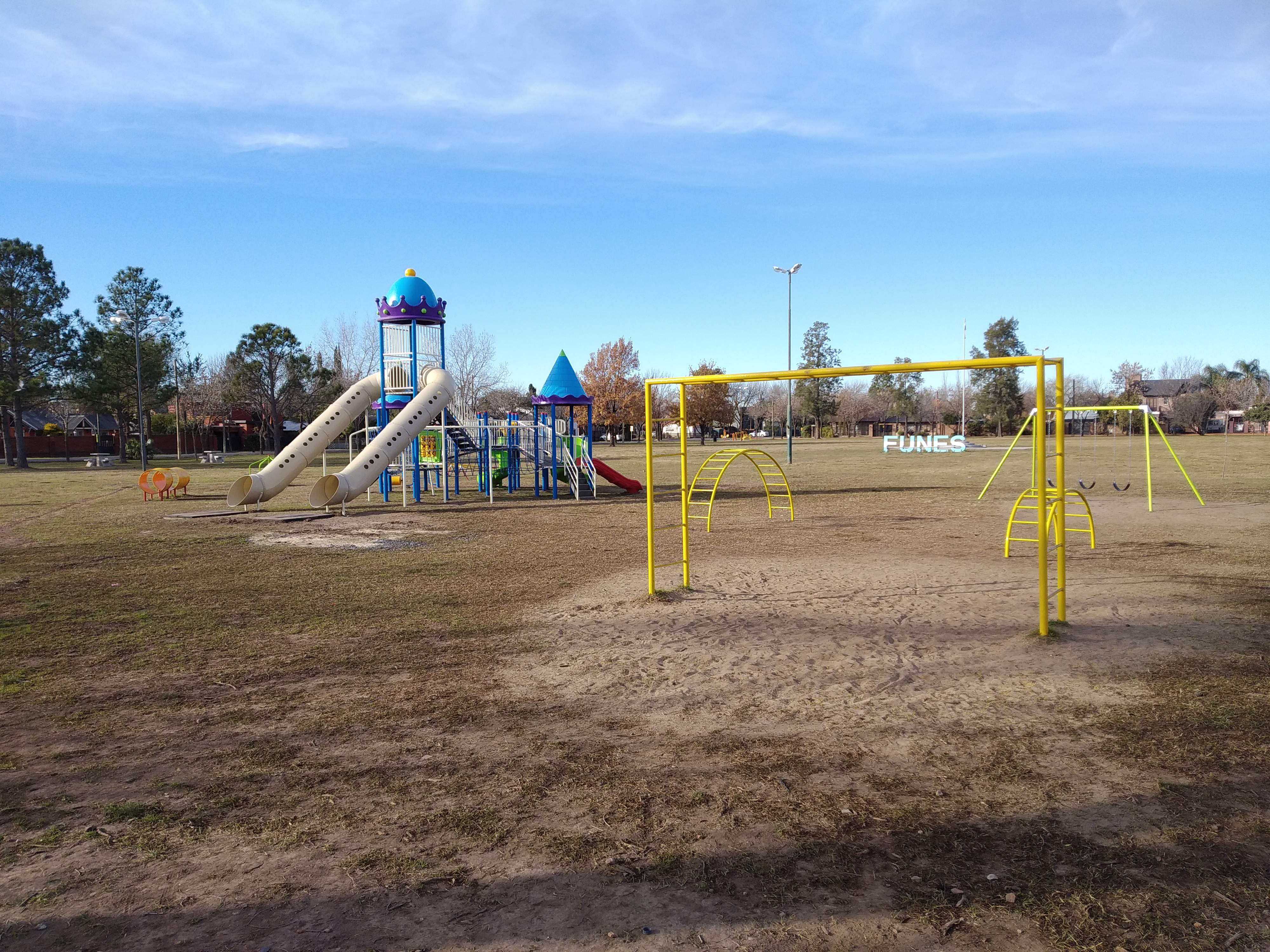
Juegos en Plaza Los Pinos

## Gobierno y administración
Dado el sistema federal de gobierno, la ciudad de Funes cuenta con una estructura administrativa que se divide en tres niveles: municipal, provincial y nacional. Cada nivel tiene sus propias autoridades y responsabilidades en la administración de la ciudad y en la toma de decisiones que afectan a sus habitantes. La ciudad cuenta con diferentes áreas encargadas de atender las necesidades de los habitantes y de llevar a cabo políticas públicas que beneficien a la comunidad.
En general, el nivel municipal es el más cercano a los habitantes y es el responsable directo de atender las necesidades básicas de la comunidad.
El edificio municipal tiene su sede ubicada en Av. Santa Fe al 1689 y es dirigida por el intendente.

### Poder ejecutivo municipal

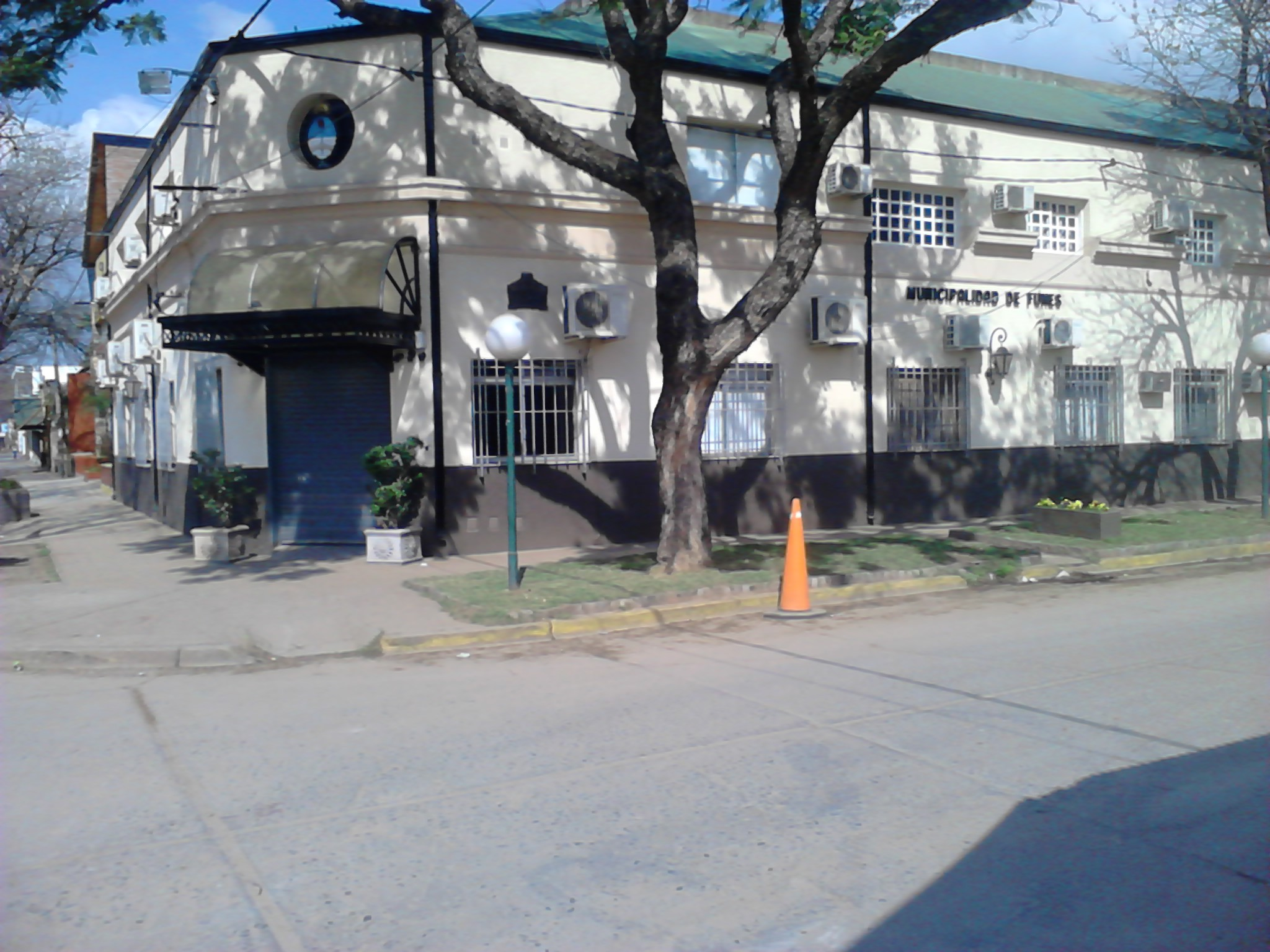
Edificio municipal

El poder ejecutivo de la ciudad es ejercido por un intendente, jefe del gobierno local y elegido por voto popular cada cuatro años. Tiene la responsabilidad de administrar la ciudad y llevar a cabo políticas públicas que beneficien a sus habitantes. 
De él dependen las secretarías y subsecretarías a cargo de las diferentes áreas. Entre ellas se encuentran: la secretaría de Gobierno e innovación, Desarrollo económico, Relaciones humanas, Salud pública, Control Urbano, Obras públicas, Cambio climático, Servicios públicos y la de Movilidad.
Para poder ser electo se requiere ser argentino, mayor de 22 años y poseer al menos 2 años de residencia en la ciudad.
| Funcionario            | Cargo        | Partido                                | Años en cargo |
| ---------------------- | ------------ | -------------------------------------- | ------------- |
| José María Marracino   | Jefe comunal | Partido Justicialista (PJ)             | 1952 - 1955   |
| ...                    | Jefe comunal |                                        | 1955 - 1983   |
| José María Marracino   | Jefe comunal | Partido Justicialista (PJ)             | 1983 - 1991   |
| José María Marracino   | Intendente   | Partido Justicialista (PJ)             | 1991 - 1995   |
| Juan Héctor Míguez     | Intendente   | Partido Justicialista (PJ)             | 1995 - 1999   |
| Juan Héctor Míguez     | Intendente   | Partido Justicialista (PJ)             | 1999 - 2003   |
| Juvenal Carlos Rimini  | Intendente   | Unión Cívica Radical (UCR)             | 2003 - 2007   |
| Juvenal Carlos Rimini  | Intendente   | Unión Cívica Radical (UCR)             | 2007 - 2011   |
| Mónica Alicia Tomei    | Intendente   | Unión Cívica Radical (UCR)             | 2011 - 2015   |
| Diego León Barreto     | Intendente   | Pro Funes - Juntos por el Cambio (PRO) | 2015 - 2019   |
| Rolvider A. Santacroce | Intendente   | Partido Justicialista (PJ)             | 2019 - 2023   |
| Rolvider A. Santacroce | Intendente   | Partido Justicialista (PJ)             | 2023 - 2027   |

### Poder legislativo municipal

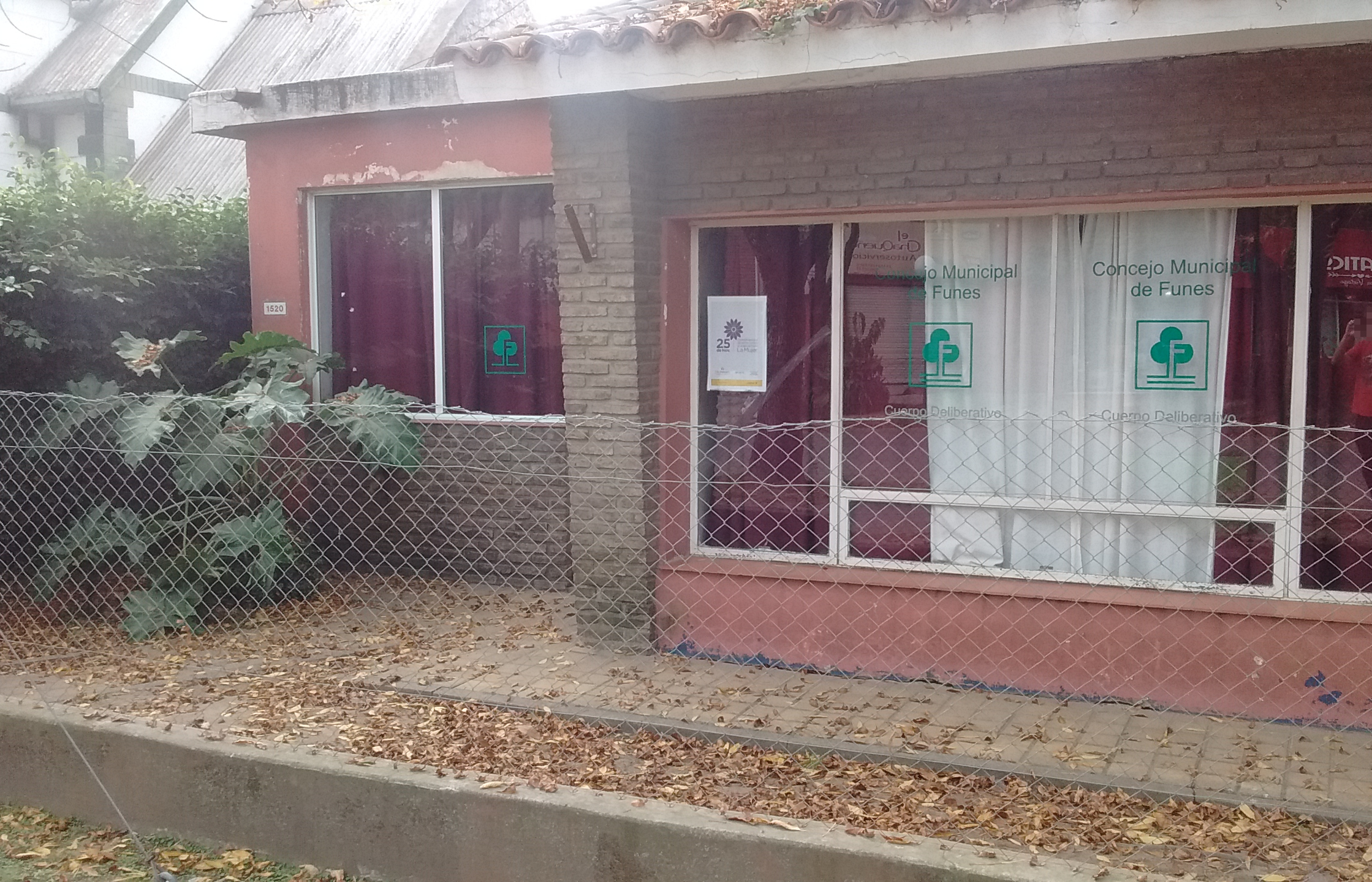
Concejo municipal

El poder legislativo está a cargo del Concejo municipal (antiguo Concejo deliberante), compuesto por 6 concejales elegidos también por voto popular cada cuatro años. Su función principal es la de aprobar leyes y ordenanzas que regulen el funcionamiento de la ciudad y pueda poner en práctica el intendente. También tienen la responsabilidad de fiscalizar las acciones del intendente y su equipo de gobierno. 
El Concejo funciona desde 1991, ubicado en la esquina de las calles Av. Santa Fe y Mariano Moreno.

## Turismo

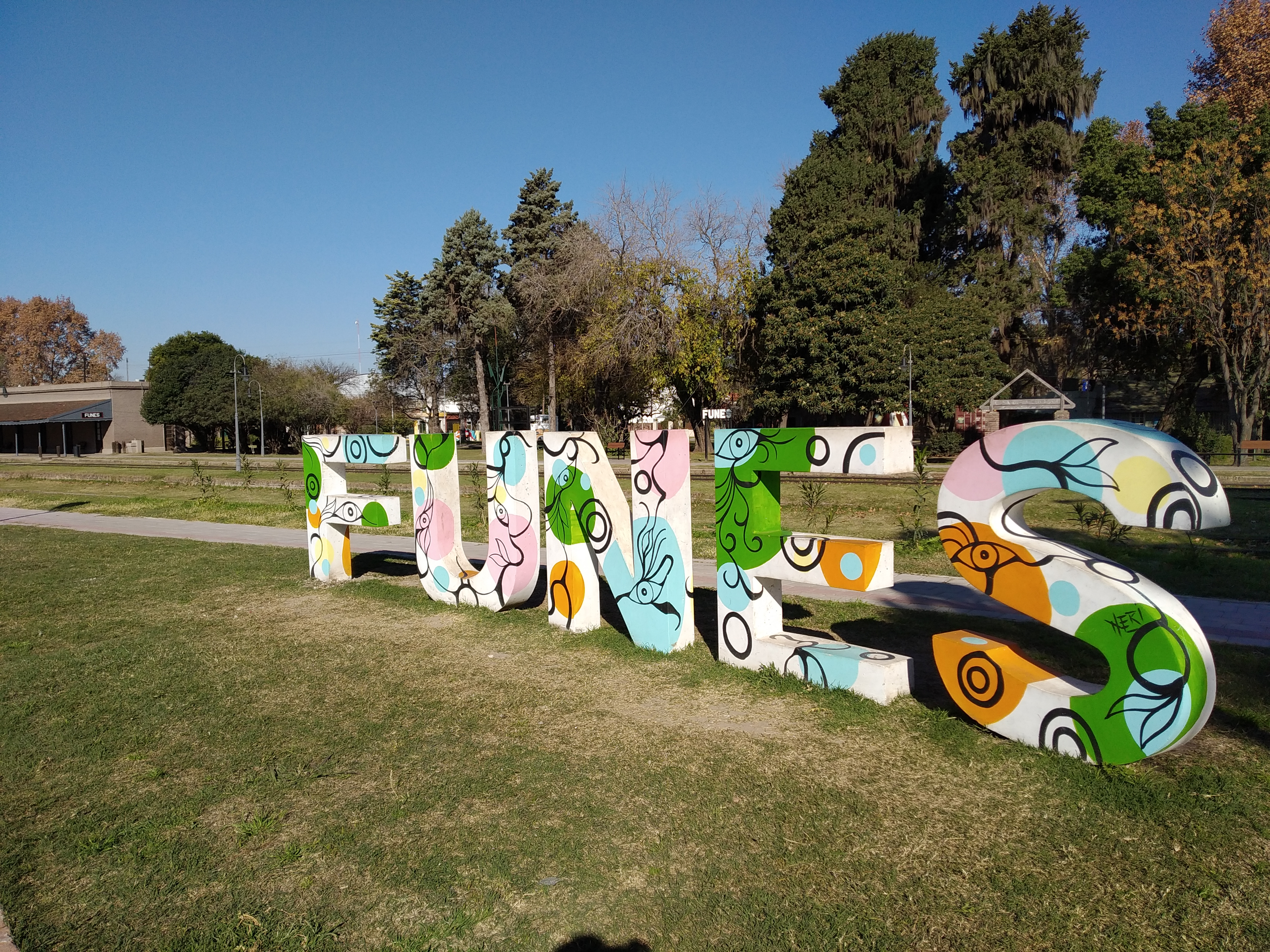
Cartel con el nombre de la ciudad en el parque de la Estación

La ciudad de Funes comenzó a construirse alrededor de las vías del ferrocarril y con los años, las instituciones administrativas del pueblo se instalaron en sus alrededores. Los lugares turísticos más importantes se concentran en el casco histórico de la ciudad, abarcado por la Ruta Nacional 1V09  RN1V09  y las vías del ferrocarril, habiendo edificios gubernamentales, financieros, de salud y de emergencias, plazas verdes, museos históricos, clubes deportivos y todo tipo de locales comerciales incluyendo galerías a cielo abierto.
Funes cuenta con más de 100 000 visitas al año, sobre todo en la temporada de verano. Estar ubicada junto a la populosa ciudad de Rosario, propicia que junto con una extensa arboleda y el suelo elevado otorguen a esta ciudad, particulares condiciones urbanas y ambientales que son altamente requeridas para descansar. El principal turismo es el micro-turismo de fin de semana y los principales turistas son de la vecina ciudad de Rosario.

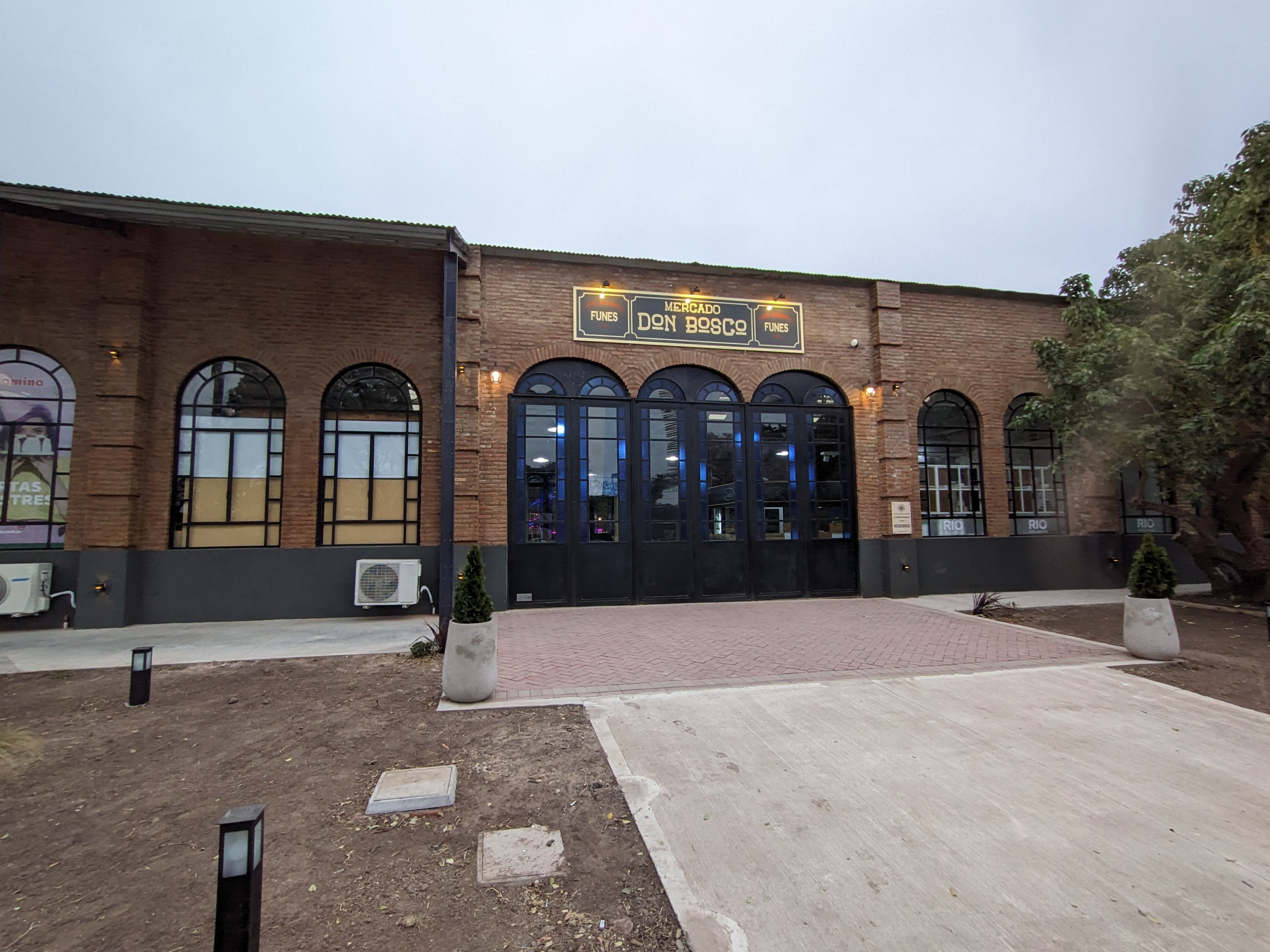
Vista del edificio del Mercado Don Bosco

Las galerías o centros comerciales que se destacan son: La Cardera, Funes Mall, Paseo Madero, Paseo Victoria, Tierra Chica, Estación Funes Gourmet y Galería Alberdi, Mercado Don Bosco, entre otros. Los variados espacios verdes se encuentran esparcidos por toda la ciudad teniendo como parques de referencia al parque de la Estación y la plaza San José.
La Ruta Nacional 1V09  RN1V09  denominada dentro de los límites del municipio como avenida Córdoba, es considerada el eje vial y comercial, ya que conecta ambos extremos (este-oeste) de la ciudad circulando por ella más de 5850 vehículos por día. Por esta avenida pueden observarse gran cantidad de edificios comerciales, de alojamiento, de salud y estaciones de servicio.
En el casco histórico puede visitarse la callejuela Bohemia, en donde los fines de semana se instala el paseo de la feria de artesanos, comenzando desde el Museo Murray en el parque de la Estación, pasando por los distintos centros comerciales y extendiéndose hasta la plaza San José aledaña a la Ruta Nacional 1V09. Dentro del mismo, cuatro clubes marcan influencia: Club Atlético Funes, Club Social y Deportivo Industrial, Club Atlético San Telmo y Club Social y Deportivo La Florida.
Al sur de la ciudad y sobre la avenida Fuerza Aérea, se ubica el predio de 43 hectáreas del Liceo Aeronáutico Militar creado por la Fuerza Aérea Argentina en 1979. En 2004, las autoridades del Liceo inauguraron un museo en el cual se hallan representadas las distintas etapas de la historia de la aviación, y donde se recrea la vida cotidiana de los cadetes.

## Ciudades hermanas
Funes posee ciudades hermanas alrededor del mundo. Los convenios de hermandad se establecen con el propósito de promover la cooperación y solidaridad entre localidades y regiones que comparten características, relaciones históricas o problemas comunes.
| País   | Ciudad   | Año del acuerdo |
| Italia | Lanciano | 2024            |

## Transporte
La ciudad de Funes cuenta con varias rutas de acceso principales, como la  RN9 , la  RN1V09 , la  RP34-S , Arturo Illia y Pedro A. Ríos. El sistema de transporte público incluye líneas de colectivos urbanos e interurbanos, así como servicios de remise, bicicletas compartidas y trenes. 
La estación ferroviaria de Funes, convertida en museo, conecta a los pasajeros de la ciudad con el resto de la región a través del Ferrocarril Mitre y el Aeropuerto Internacional de Rosario favorece las conexiones regionales e internacionales.

### Accesos principales
Las rutas de acceso a la ciudad de Funes, son:
- RN9  - Autopista Guevara (actual Ruta Nacional 9, entrando por Miguel Galindo), continuación de Av. Pellegrini (Rosario).
- RN1V09  - Ruta Nacional 1V09 (ex RN9), continuación de calle Catamarca (Roldán) y las rosarinas Av. Eva Perón y Córdoba.
- RP34-S  - Ruta provincial 34-S, ruta que comparte con Ibarlucea y Pérez, entre otras.
- Arturo Illia (Ex Fuerza Aérea), continuación de las calles rosarinas Ing. Miglierini, Av. Calasanz y Mendoza.
- Pedro A. Ríos, avenida lindera al Aeropuerto Rosario y continuación de la calle rosarina Jorge Newbery.

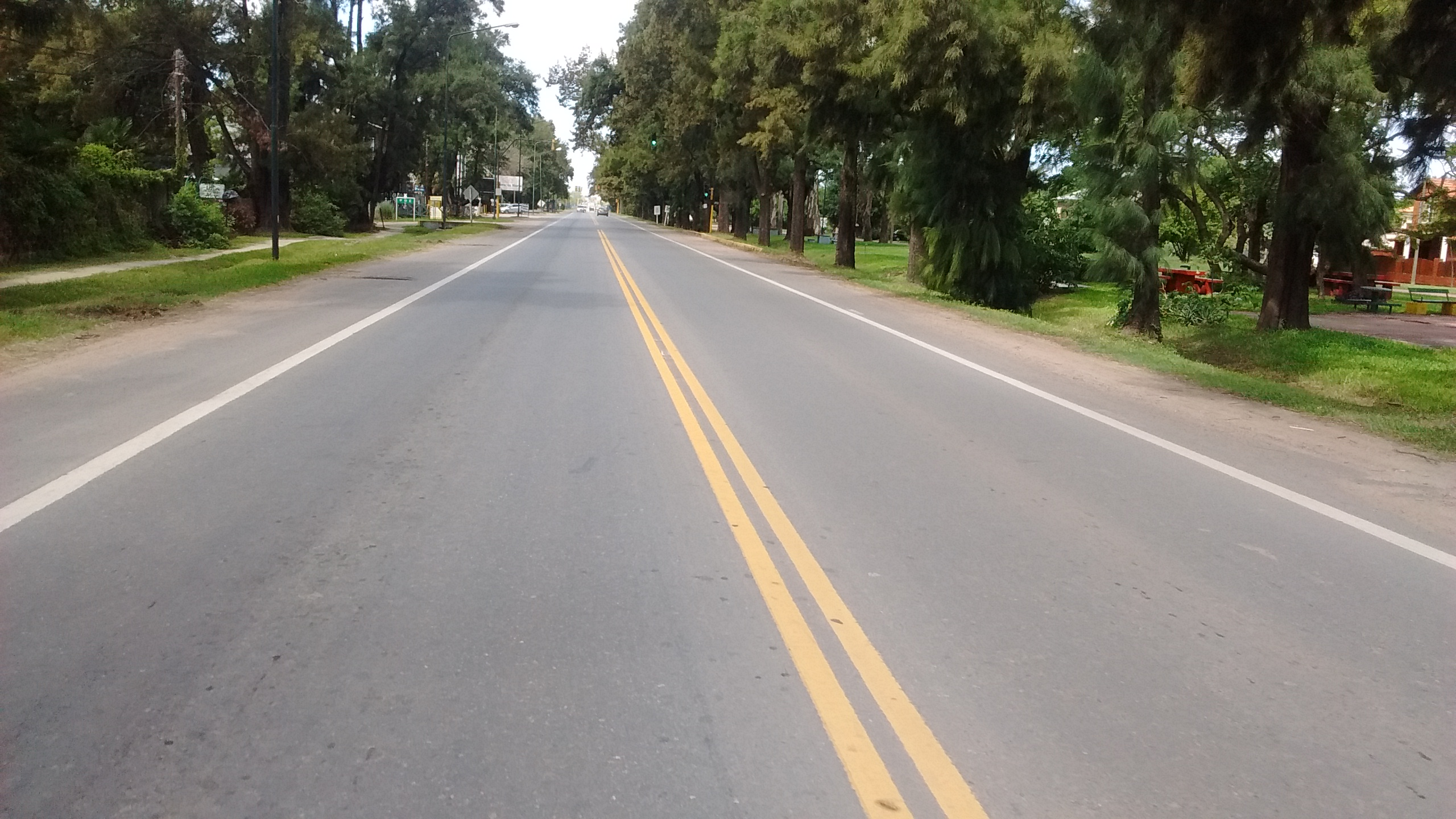
Tramo de la ex Ruta 9.
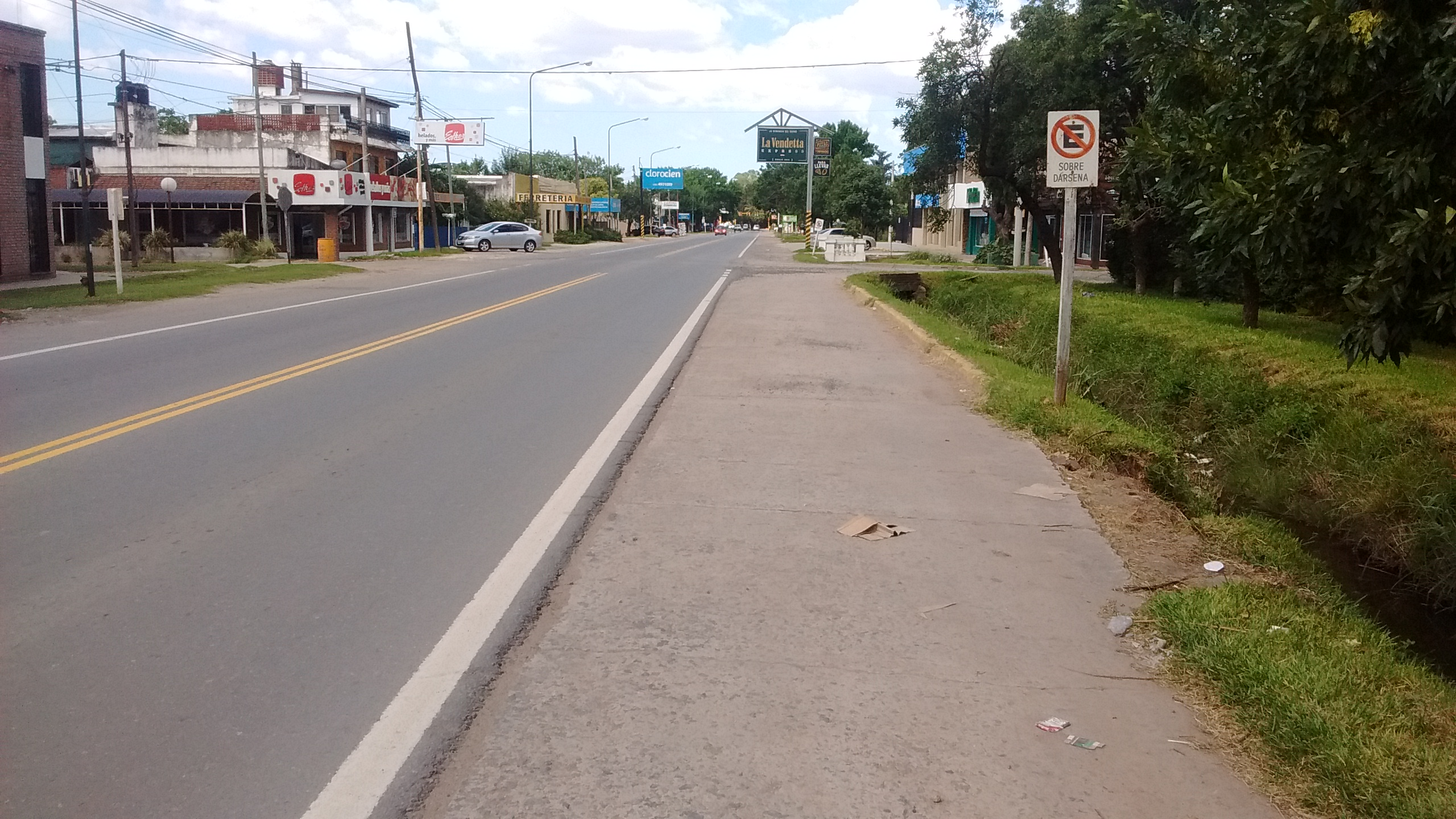
Tramo de la ex Ruta 9.
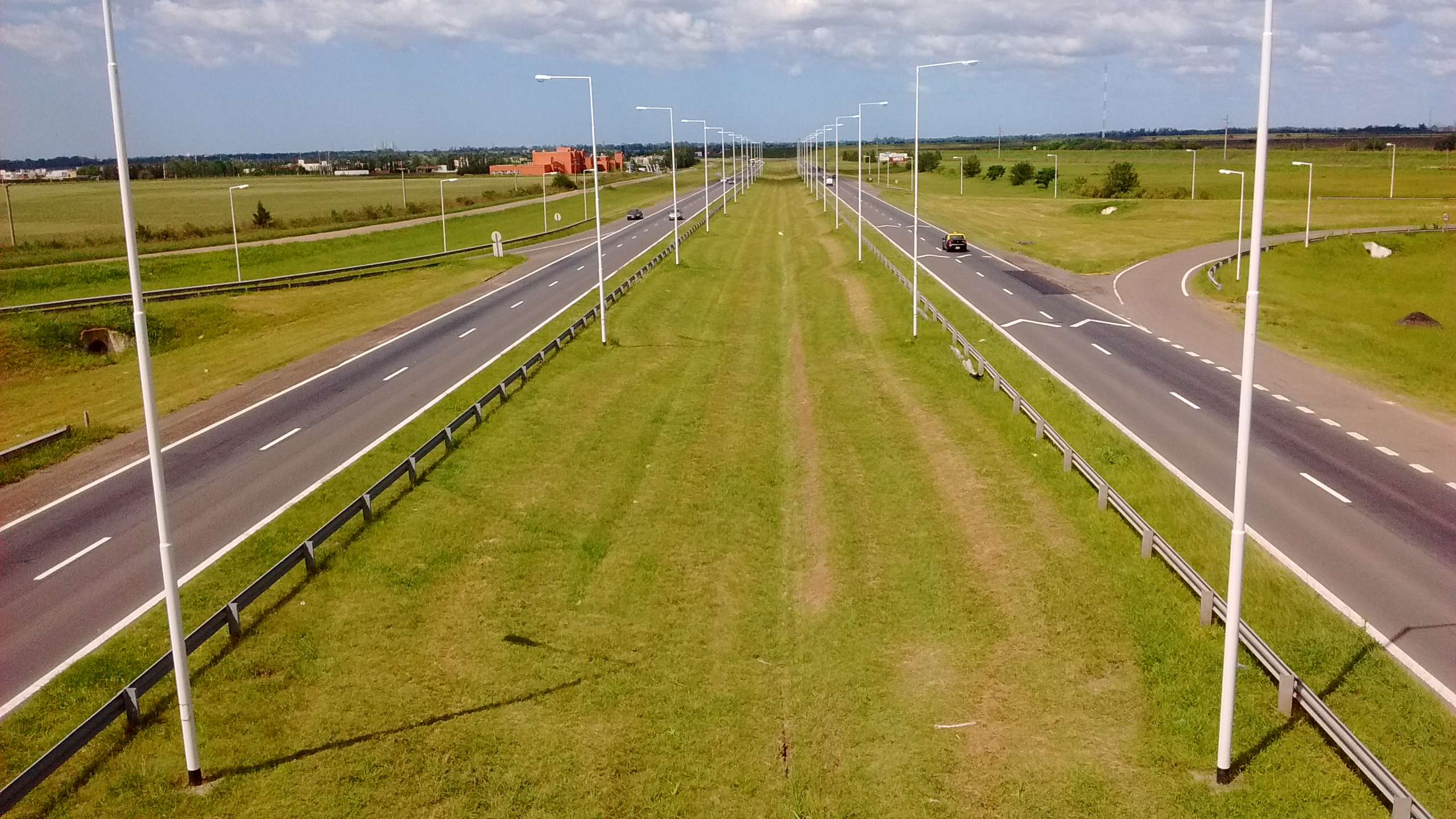
Vista desde el puente de la AU9 en Funes.

### Transporte terrestre
El sistema de transporte público de pasajeros existente actualmente en la ciudad de Funes, es tanto urbano como interurbano conectando distintos barrios de la ciudad con otras vecinas como Rosario o Roldán y circulando por los accesos principales como la ruta  1V09 , Miguel Galindo y Av. Fuerza Aérea / Arturo Illia. 
Líneas de colectivo: Habiéndose cancelado hace varios años, el  actual sistema urbano de colectivos es reciente, reinaugurado el 3 de enero; se compone de la línea de minibuses UF proporcionada por el municipio de Funes que une la zona norte y sur de la ciudad, teniendo como puntas de línea los barrios «Funes Norte» y «Kentucky». 
El pasaje de esta línea de colectivo es actualmente gratuita para los ciudadanos que la quisieran tomar.

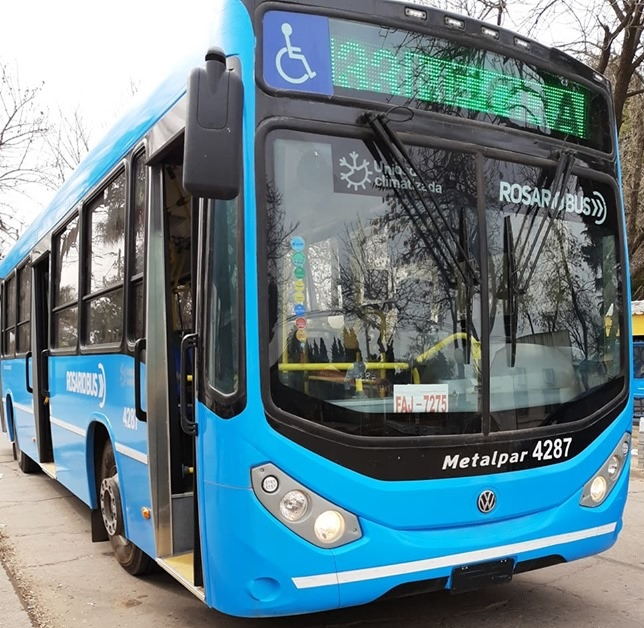
Línea 133N, haciendo el recorrido Funes - Rosario.

El sistema interurbano de colectivos está compuesto actualmente por la empresa Rosario Bus, prestando el servicio con 3 líneas y 4 recorridos distintos. Estos son: línea 133N (Actual 133N 125), línea 142N y línea 33/9 (en sus variantes «Roldán» y «Carcarañá»).
Servicio de remise: El remís es un sistema de transporte que, a diferencia de los taxis, solo pueden ser contactados por teléfono y cuentan con tarifa fija.
Con respecto a este servicio, existen numerosas agencias en la ciudad que realizan viajes tanto locales, como regionales e interprovinciales. Los mismos, se identifican con una matrícula complementaria de color verde y se cobrá por distancia o tiempo. Se deben contratar yendo o llamando directamente a la agencia.

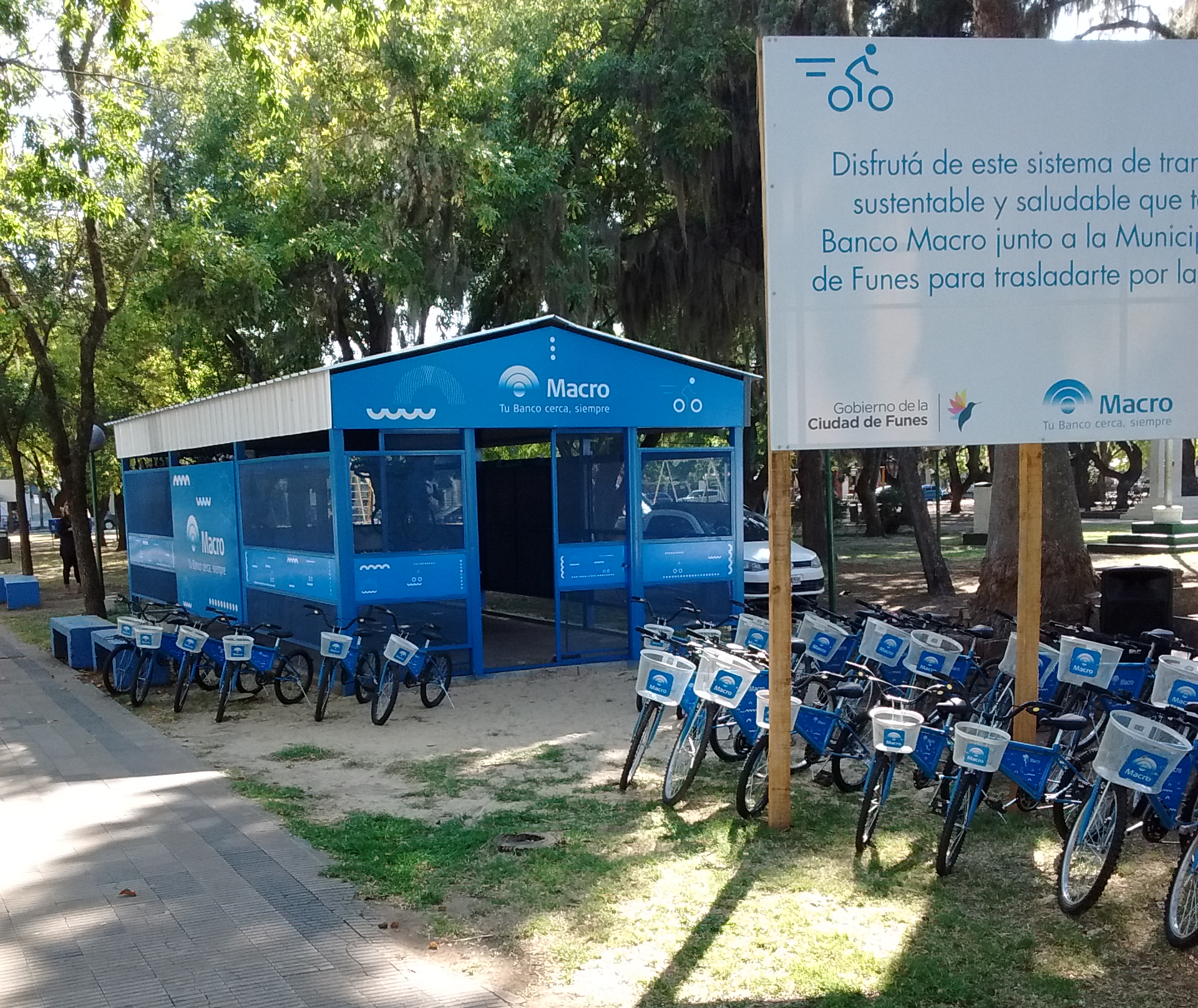
Estación de bicicleta pública en plaza San José

Bicicletas compartidas: Viendo la cantidad de personas que circulan por toda la ciudad en bicicleta, el municipio de Funes junto con el Banco Macro, inauguraron el 23 de marzo de 2018 un sistema de bicicletas compartidas denominado «Macro Bicis», que ponía en la ciudad una serie de estaciones en las que se podía recoger y dejar una bicicleta, buscaba ser un complemento sustentable, saludable y gratuito al transporte público convencional tratando de llegar a toda la ciudad. Existen 2 casetas o estaciones ubicadas en la plaza San José y en el barrio Profesional Country Club junto con un total de 50 bicicletas. 
Lamentablemente, a día de hoy y por falta de mantenimiento, las casetas se encuentran abandonadas y esta forma de movilidad compartida cayó en desuso, aunque gran parte de los ciudadanos todavía circulan en bicicleta.

### Transporte ferroviario

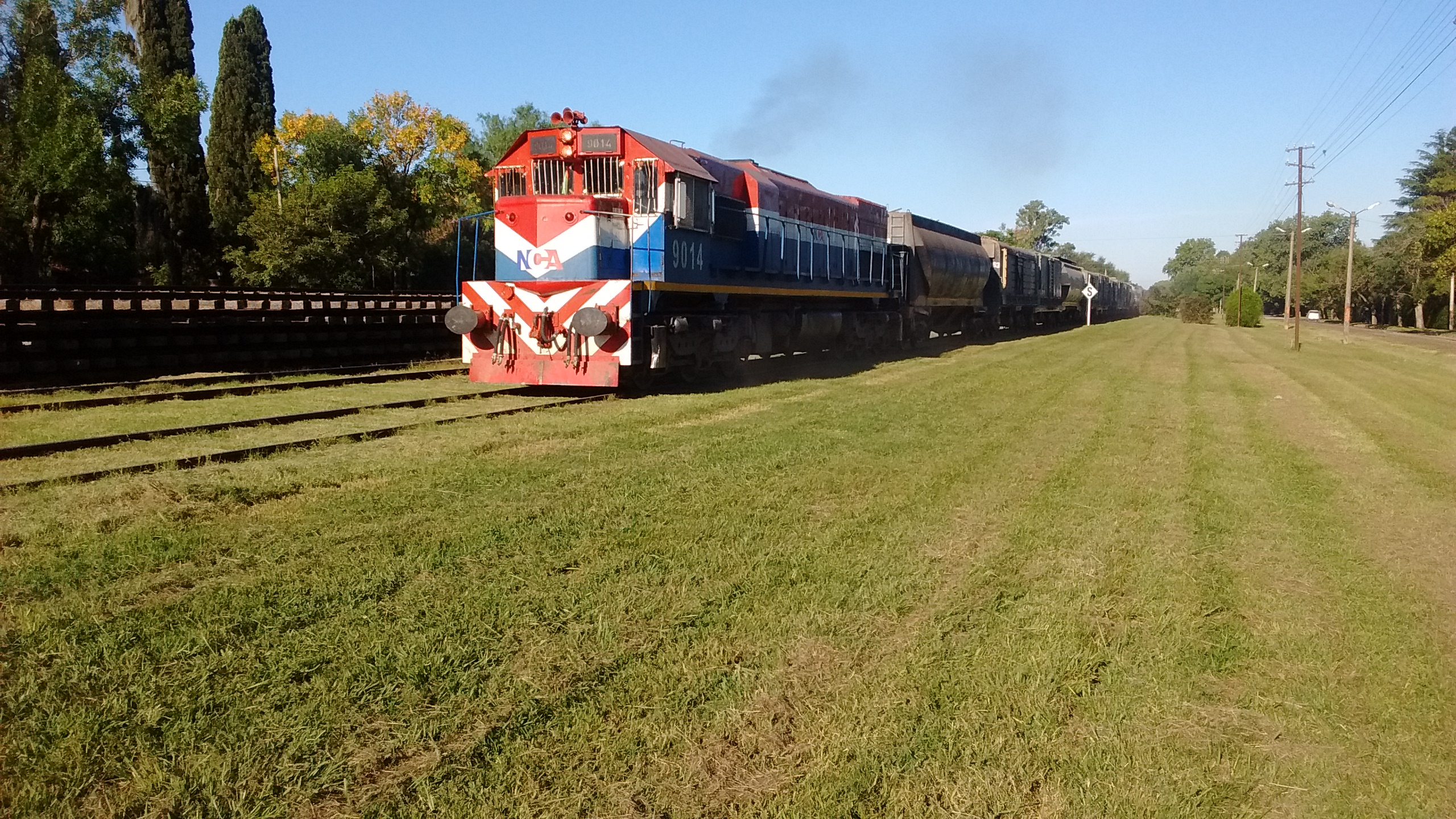
Formación de carga del NCA pasando por Funes.

Así como la mayoría de los pueblos vecinos, el pueblo nace en alrededores de las vías y Tomás de la Torre, toma el tendido ferroviario Rosario-Córdoba como referente. Recién en 1875, consigue que el tren se detenga en la «Villa San José», por medio de un sistema de banderas que indicaban el ascenso y descenso de pasajeros.
Funes cuenta con una estación ferroviaria, convertida en museo denominada como «Juan Murray» y a través del Ferrocarril Mitre, Funes se conecta con las ciudades de Rosario, Cañada de Gómez, Buenos Aires y Córdoba.
En cuanto al transporte ferroviario de pasajeros, se realizaron obras de infraestructura de vías en el ramal Rosario Norte - Córdoba, conectando Buenos Aires con Córdoba, pasando por Rosario y Funes. Desde el año 2020 y durante el período 2020 - 2022, se han realizado remodelaciones tanto en las vías ferroviarias como en las estaciones de tren para recuperar el servicio de pasajeros del Ramal Rosario - Cañada de Gómez, cancelado en 1977. 
El 4 de mayo de 2022, se realizó el recorrido protocolar denominado como «marcha blanca» pasando por un total de 8 estaciones, partiendo desde Cañada de Gómez y finalizando en Rosario Norte. Luego de 45 años desde su cancelación y varias postergaciones sobre su inauguración para que comience a funcionar, este servicio fue finalmente inaugurado oficialmente el 5 de agosto de 2022.
| Línea | Destino                   | Paradas intermedias |
| ----- | ------------------------- | --- |
| Mitre | Rosario - Cañada de Gómez | Rosario Norte · Antártida Argentina · Aeropuerto (no para) · Funes · Roldán · San Jerónimo Sud · Carcarañá · Correa · Cañada de Gómez. |
| Mitre | Cañada de Gómez - Rosario | Cañada de Gómez - Correa - Carcarañá - San Jerónimo Sud - Roldán - Funes - Aeropuerto (no para) - Antártida Argentina - Rosario Norte. |

### Transporte aéreo

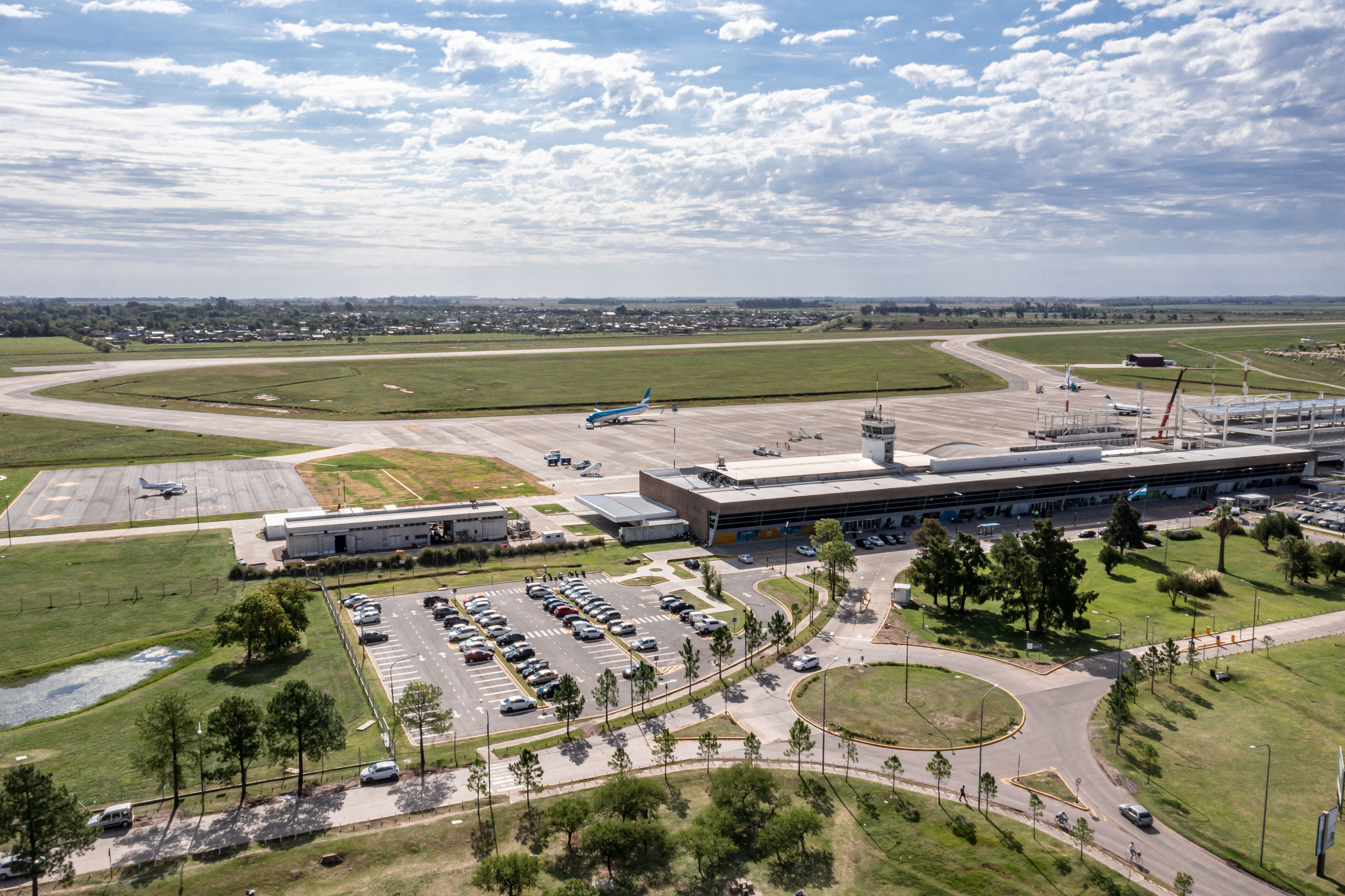
Vista aérea del aeropuerto Islas Malvinas

El Aeropuerto Internacional de Rosario, se encuentra a 3 km del centro de la ciudad, ubicado entre el barrio rosarino de Fisherton y el barrio funense de Funes City, ocupando terrenos de ambos municipios. Es propiedad de la provincia de Santa Fe y es administrado por esta. Recibe una significativa frecuencia de vuelos que ofrecen varias líneas aéreas de cabotaje e internacionales.
Habiendo pasado por años de estancamiento, en 2004 fueron mejoradas sus condiciones técnicas y se recategorizó su servicio internacional. Según autoridades aeroportuarias en 2011 cerca de 540 000 personas pasaron por el aeropuerto, y se realizaron 4500 operaciones.

## Medios de comunicación
En la ciudad existen diversos medios de comunicación locales y metropolitanos, en sus distintas formas audiovisuales. Algunos de los cuales son provistos por la vecina ciudad de Rosario. Algunos de los más conocidos son:

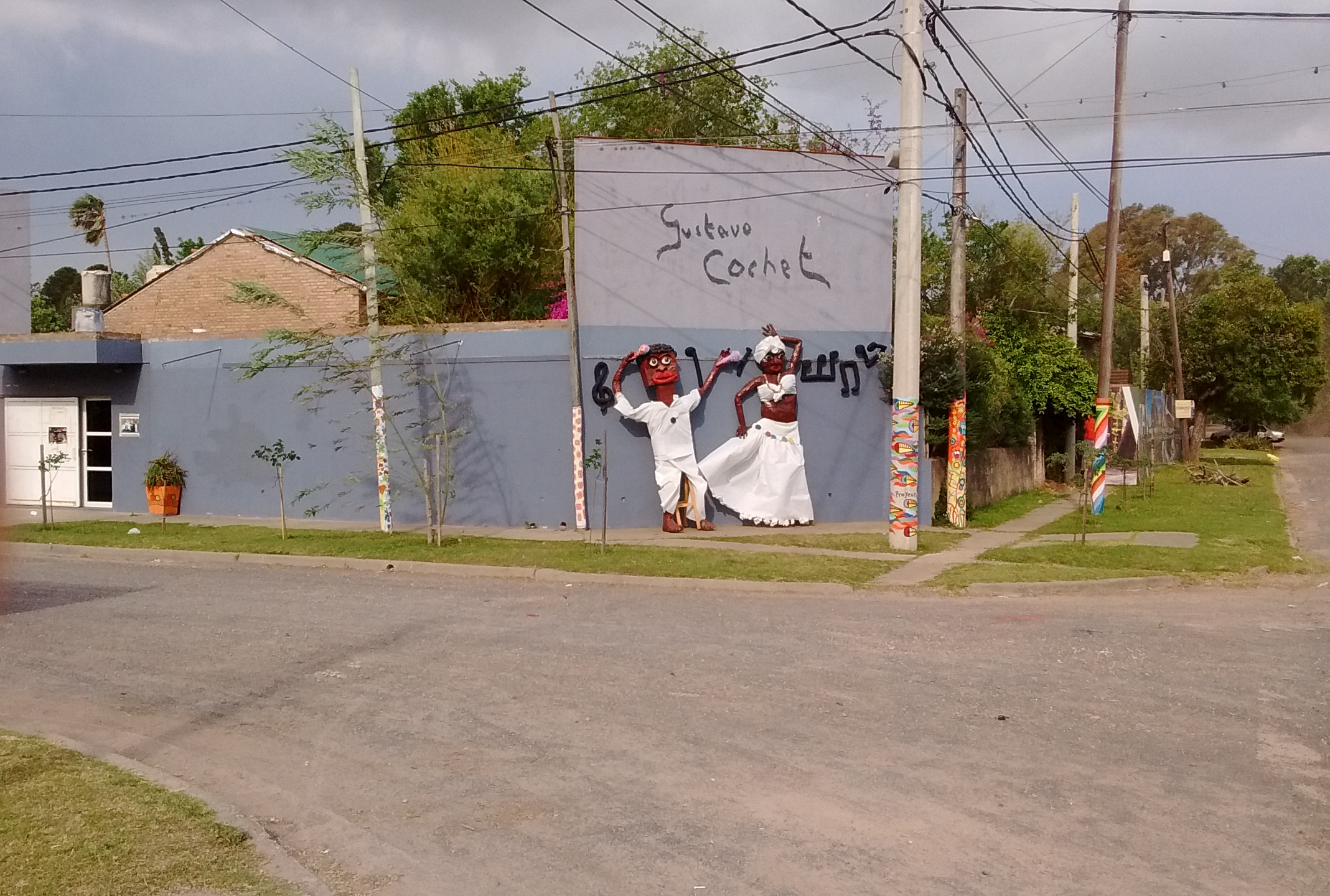
Museo Gustavo Cochet.

### Televisión
- Cable Visión Funes - Primer proveedor de televisión por cable de Funes.
- Cablevisión (Ex Multicanal) - Proveedor de televisión por cable e Internet
- DirecTV - Proveedor de servicios de audio y televisión a través de transmisiones vía satélite.
- Funescoop - Proveedor de telefonía fija, televisión por cable e Internet

### Telefonía e Internet
Una de las principales empresas operadoras de comunicación de datos en la ciudad (Funescoop), ofrece todos sus servicios en la urbe, pudiendo encontrar desde teléfonos públicos hasta conexiones de Internet inalámbricas de banda ancha pasando por redes de telefonía móvil que abarcan incluso centros de navegación o cibercafés. También existen varios grupos y empresas en el área de servicios informáticos, diseño web o programación.
Al habilitarse en Funes la estación del ex-Ferrocarril Central Argentino (1875) se instala el primer telégrafo en la entonces Villa Lomas de Ávila. A partir de 1884 comienza a funcionar en la estación de trenes el primer teléfono marca Siemens, creándose una red telefónica permitiendo la comunicación entre las estaciones ferroviarias de la línea y el personal a bordo de los trenes. El día 21 de octubre de 1962 se elige la primera comisión administradora de lo que sería la Cooperativa Telefónica de Funes Ltda. que, gracias al accionar de esta, Funes contó con el servicio de telediscado nacional aproximadamente 20 años antes de lo previsto en los planes de desarrollo telefónico de la región.

### Medios Gráficos
| Nombre            | Descripción |
| ----------------- | --- |
| Estación En línea | Noticias, deportes e informes sobre Funes y la región.                                                                                      |
| Funes Ahora       | Noticias tanto sobre la ciudad y región, como sobre lo nacional e internacional.                                                            |
| InfoFunes         | Noticias sobre la ciudad, en su edición digital e impresa.                                                                                  |
| Funes Hoy         | Página web de noticias sobre Funes y la región.                                                                                             |
| Revista Líneas    | |
| La Verdad Funense | Diario impreso de publicación semanal. |
| Pasa en Funes     | |
| La Guía de Funes  | La guía de comercios y profesionales de Funes.                                                                                              |
| La Capital        | Fundado en 1867 por Ovidio Lagos, siendo ahora el «decano de la prensa argentina» por ser el diario de más antigüedad existente en el país. |
| Rosario3          | de Canal 3 de Rosario. |
| Funes24           | Solo noticias de Funes |

### Radios
| MHz      | Nombre de la radio FM |
| -------- | --------------------- |
| 91.5 MHz | FM Estación Online    |
| 93.9 MHz | FM Diez               |
| 94.3 MHz | El Faro FM            |
| 94.7 MHz | Radio Uno Funes       |
| 96.3 MHz | FM Jardín             |
| 97.1 MHz | FM Funes              |

## Economía
La economía de Funes se ha desarrollado en torno a la producción agropecuaria y la industria manufacturera, y ha sido impulsada por la presencia del ferrocarril, la ex Ruta Nacional 9 y la autopista Rosario-Córdoba. Estos elementos han permitido una mayor conectividad y han incentivado el desarrollo de nuevas actividades económicas en la zona.
Desde el siglo XIX, el ferrocarril ha sido un elemento clave en la economía de Funes. La estación de tren que forma parte del ramal Rosario-Córdoba, conecta a la ciudad con importantes centros productivos de la región. El transporte ferroviario ha sido fundamental para la exportación de productos agrícolas y para el traslado de pasajeros hacia otras localidades.
Por otro lado, la ex Ruta Nacional 9 y posterior inauguración de la autopista Rosario-Córdoba, atraviesan la ciudad y constituyen importantes vías de comunicación terrestres que conecta a Funes con las principales ciudades del país. Estas rutas son utilizadas para el traslado de productos y mercancías, así como también para el turismo y el transporte de pasajeros, incentivado el desarrollo de nuevas actividades económicas en la zona.
En cuanto a la producción agropecuaria, Funes cuenta con importantes extensiones de tierra destinadas a la agricultura y la ganadería. Los cultivos más comunes son la soja, el maíz, el trigo y el girasol, mientras que en la ganadería se destacan la cría de bovinos y porcinos.
Por otro lado, la industria manufacturera también tiene un importante peso en la economía de Funes. La ciudad cuenta con varias empresas dedicadas a la producción de alimentos, productos químicos, maquinarias agrícolas y otros bienes. Existe un gran porcentaje de emprendimientos comerciales (PYMES) que se han instalado en la ciudad, la mayoría se encuentran entre las calles Catamarca, Av. Córdoba ( 1V09 ), Suipacha y las vías del ferrocarril.
Una gran parte de la infraestructura urbana está dedicada también para el alquiler o venta de los ocupantes transitorios, junto con la proliferación de «Countries» o barrios cerrados y servicios a los turistas ocasionales.

## Salud
El sistema de salud, se compone por el servicio de 4 dispensarios públicos y una variedad de centros privados, incluyendo clínicas, consultorios médicos y centros de ambulancias, que brindan una completa atención a sus habitantes con profesionales de primer nivel. 
El centro de salud público más importante actualmente, es el Dispensario Bernardo Houssay, ubicado en el centro de la ciudad, lindero al edificio municipal y el centro de emergencias. El Dispensario Laureano Maradona (zona oeste), Eva Perón (zona norte) y Abel Faust (zona este), son los demás centros de carácter público que se encuentran esparcido por la ciudad.
El centro de salud «Go Sanatorio Funes», con fecha de inauguración el 3 de febrero de 2022 y perteneciente al Grupo Oroño, es actualmente el centro de salud privado de alta complejidad más importante de la región (excluyendo Rosario). Ubicado sobre avenida Córdoba ( 1V09 ) y Miguel Galindo, se encuentra emplazado sobre un predio de 7000 m² y en él existe un edificio dividido en 3 plantas. Se estima que mejoraría la cobertura en salud que los habitantes de la ciudad demandan, aliviando el sistema de salud público.

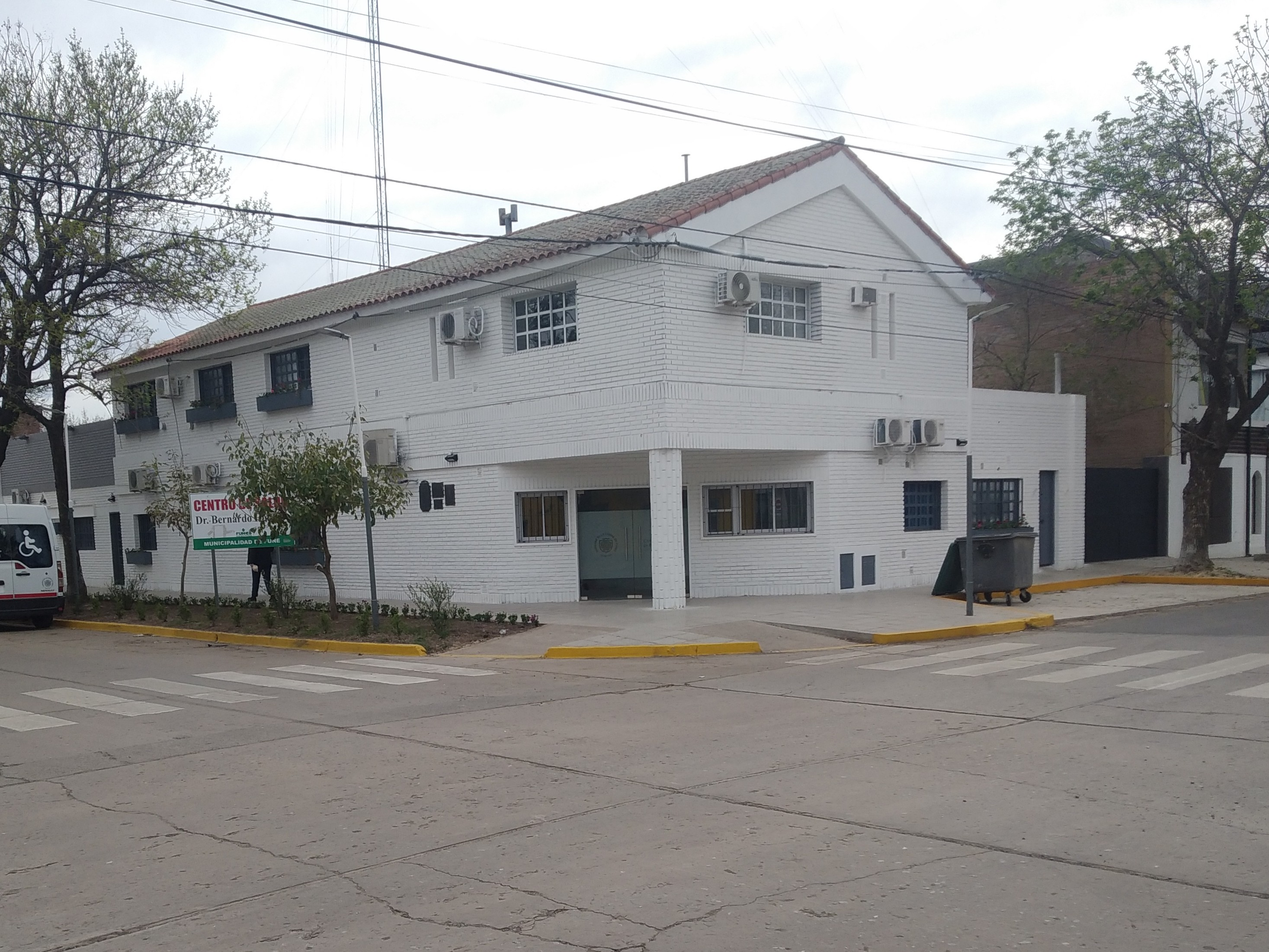
Centro de Salud Dr. Houssay
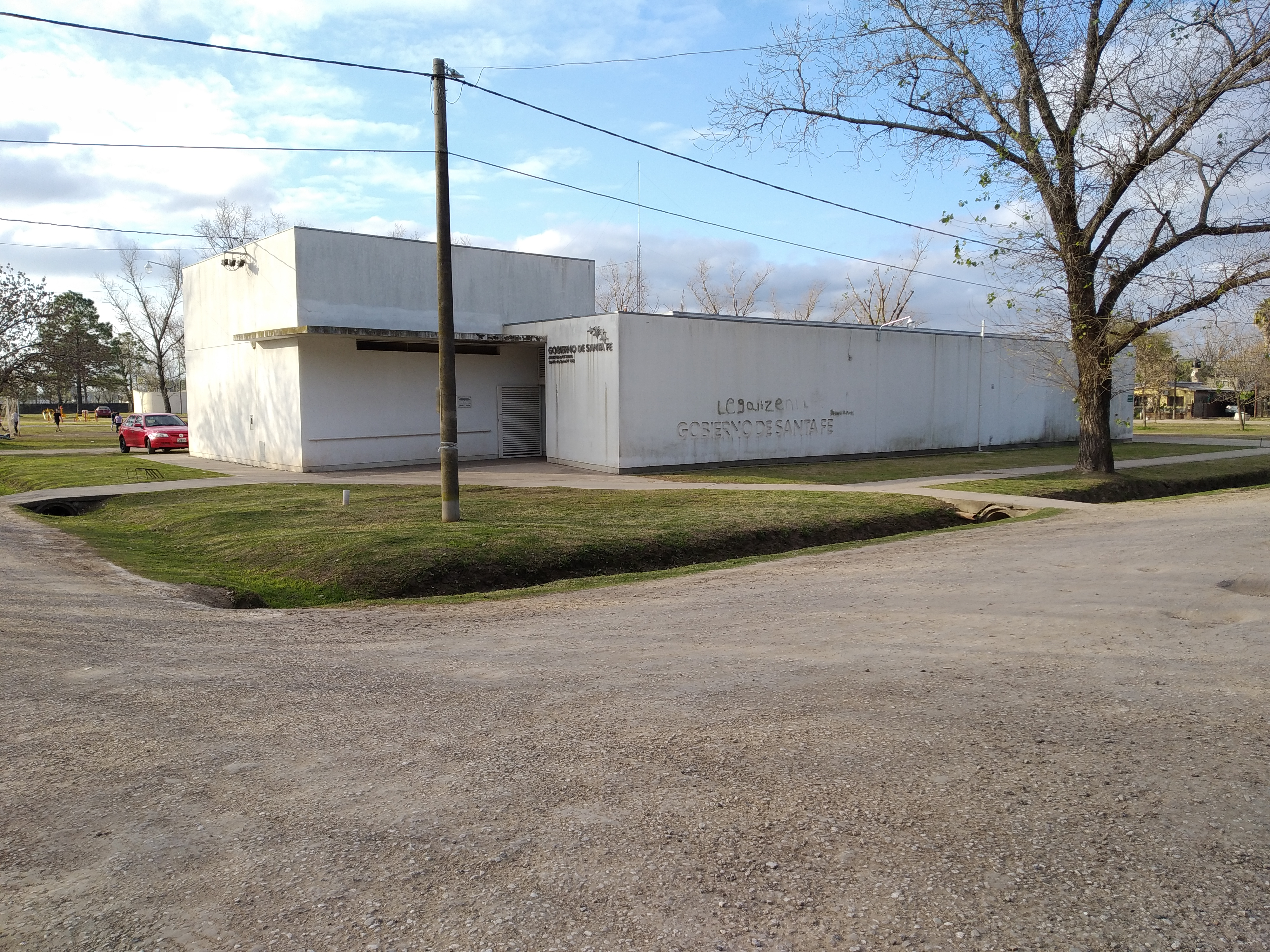
Centro de Salud Eva Perón
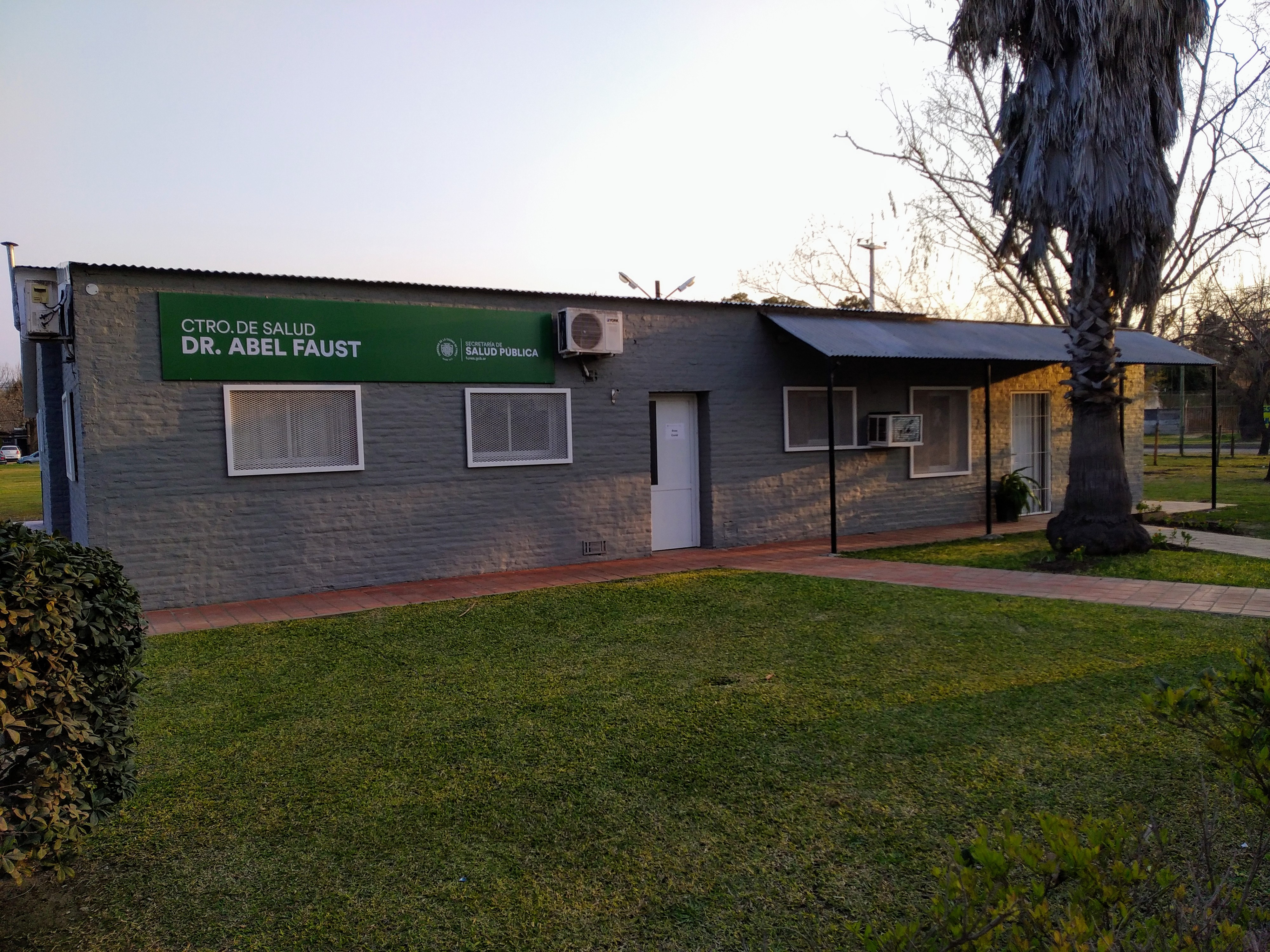
Centro de Salud Dr. Abel Faust
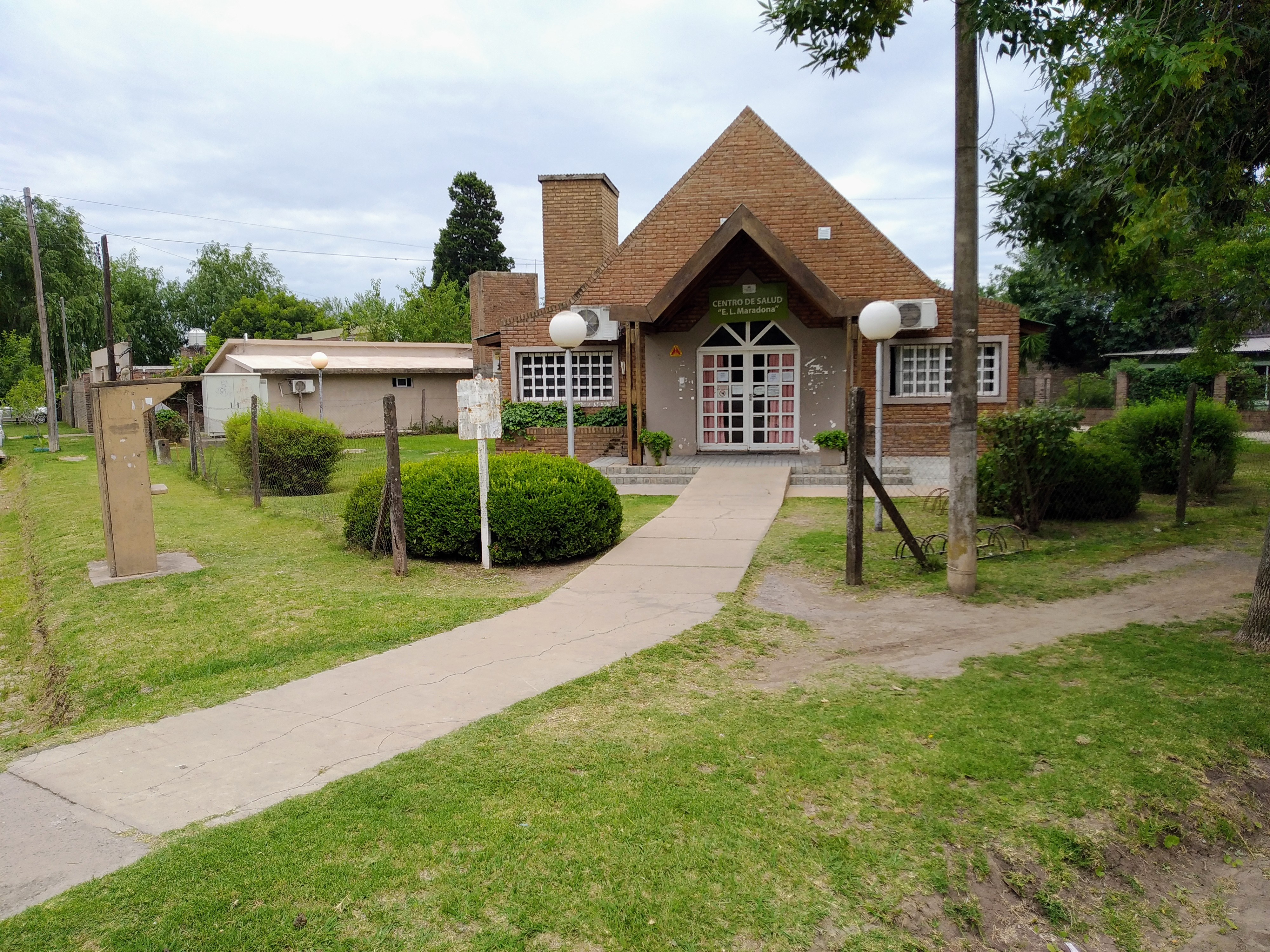
Centro de Salud Dr. Esteban Maradona

## Educación
En la ciudad existen múltiples establecimientos educativos destinados a niveles de enseñanza inicial, primario, secundario y superior, tanto en la gestión privada como pública.
En febrero de 2016, se firmó un convenio para lanzar una plataforma digital de contenidos educativos interactiva destinado a estudiantes, docentes, escuelas e instituciones, también tendrán acceso padres y empresas de la ciudad que podrán consultar sobre información y artículos desarrollados por asignaturas escolares, biografías históricas, fichas de repaso, esquemas y cronologías, galerías de imágenes, animaciones didácticas, herramientas multimedia y otros contenidos científicos y culturales.
En los siguientes listados se nombran algunos de los establecimientos educativos locales:

### Nivel inicial
Algunos jardines pertenecen al SIMEI
- Amiguitos
- José Pedroni N.º 101
- Los Peques
- Mimosos Funenses
- Gatitos
- The English Kindergarten
- Bosque Encantado
- Jardín de Luz
- Cordones Sueltos
- Montessori
- Mi Tierra Eco Jardín

### Nivel primario
- María Auxiliadora
- José Ingenieros N.º 1061
- Dr. Antonio Herrera N.º 125
- Escuela Pública N.º 1397
- Antonio Berni N.º 1388
- Centro de Alfabetización N.º 143
- Centro de Alfabetización N.º 140

### Nivel superior
- María Auxiliadora
- EEMPA Gustavo Cochet N.º 1088
- Liceo Aeronáutico Militar
- Malvinas Argentina N.º 398
- Sol de Funes[57]
- Colegio Joan Miró N.º 1461[58]
- Centro de Capacitación Laboral N.º 49
- Escuela Nazaret N.º 1335 y N.º 8171
- Ingeniero Raúl Arino[59][60]
- Instituto Universitario Aeronáutico N.º 3[61]
- Universidad Siglo 21[62][63]

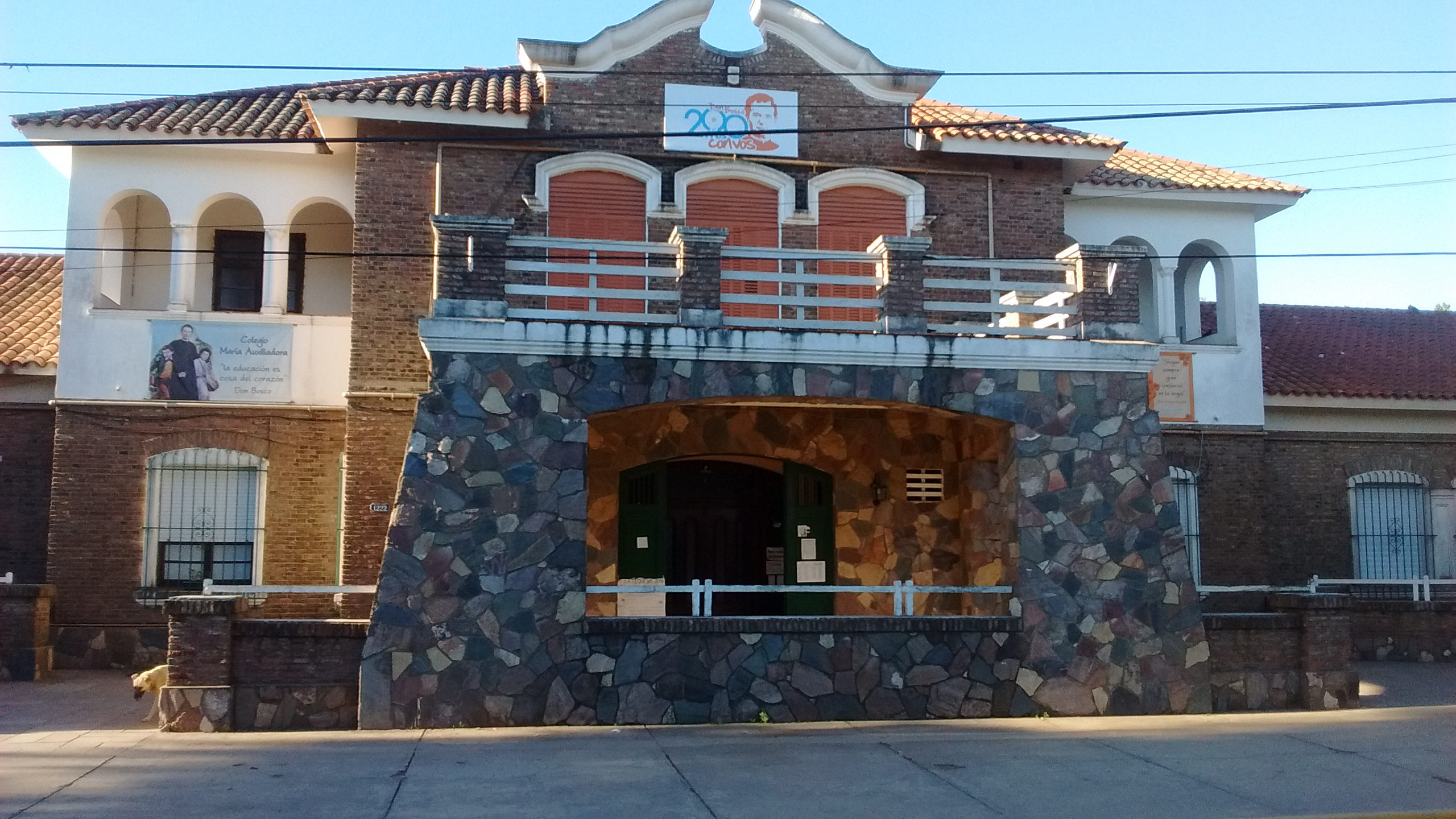
Colegio Salesiano María Auxiliadora
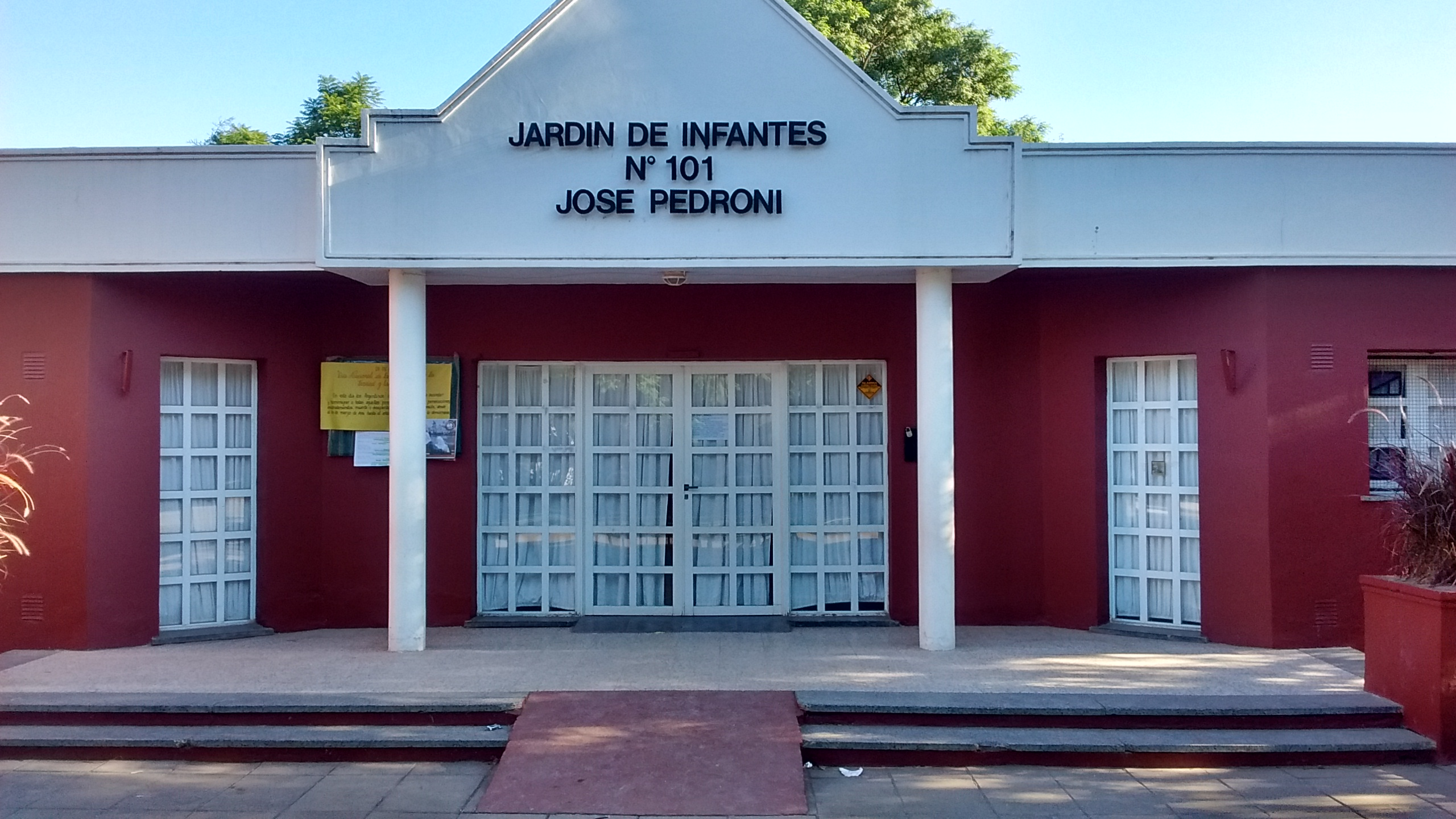
Jardín de infantes Nº 101 José Pedroni
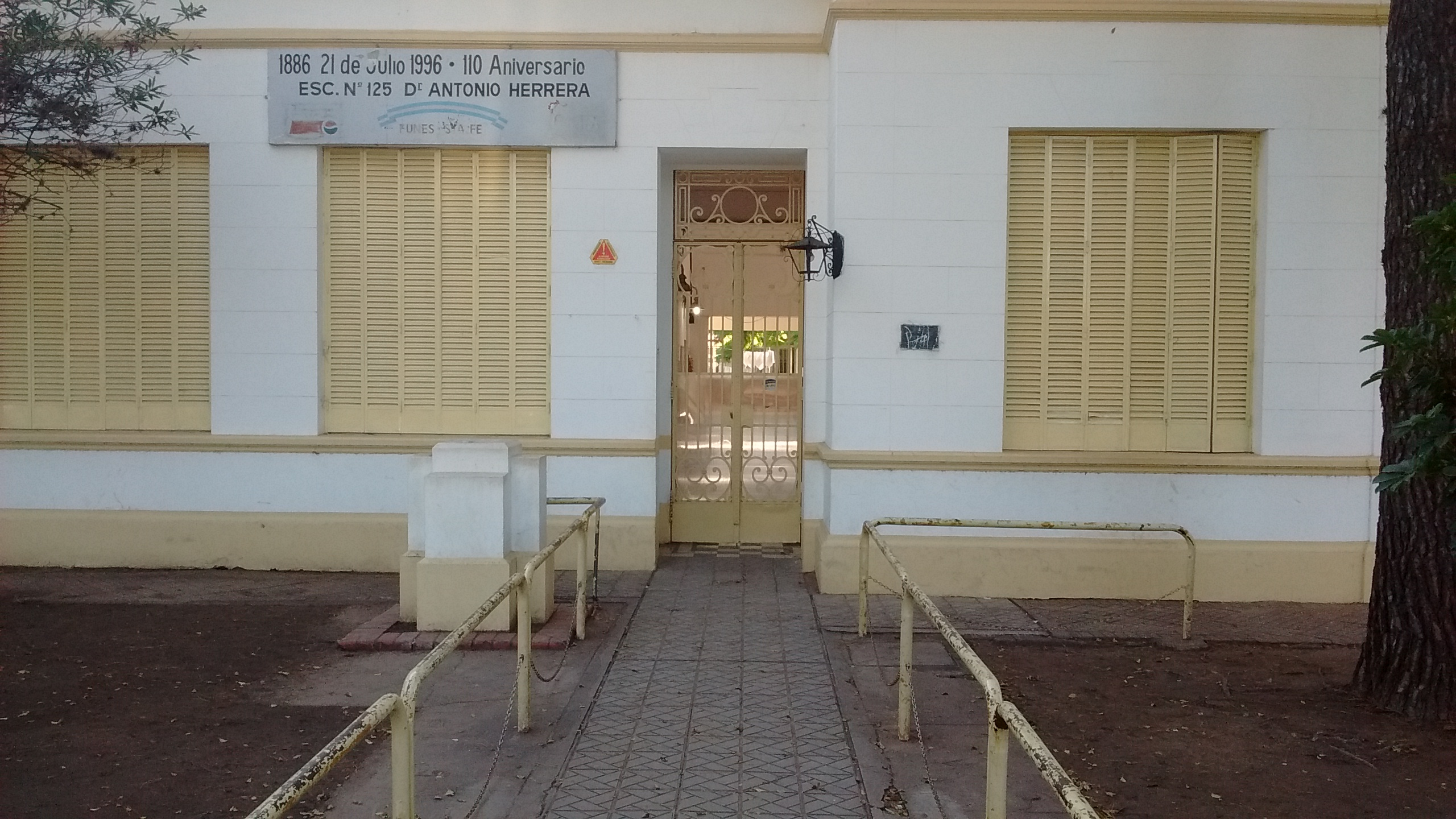
Escuela N° 125 Dr. Antonio Herrera
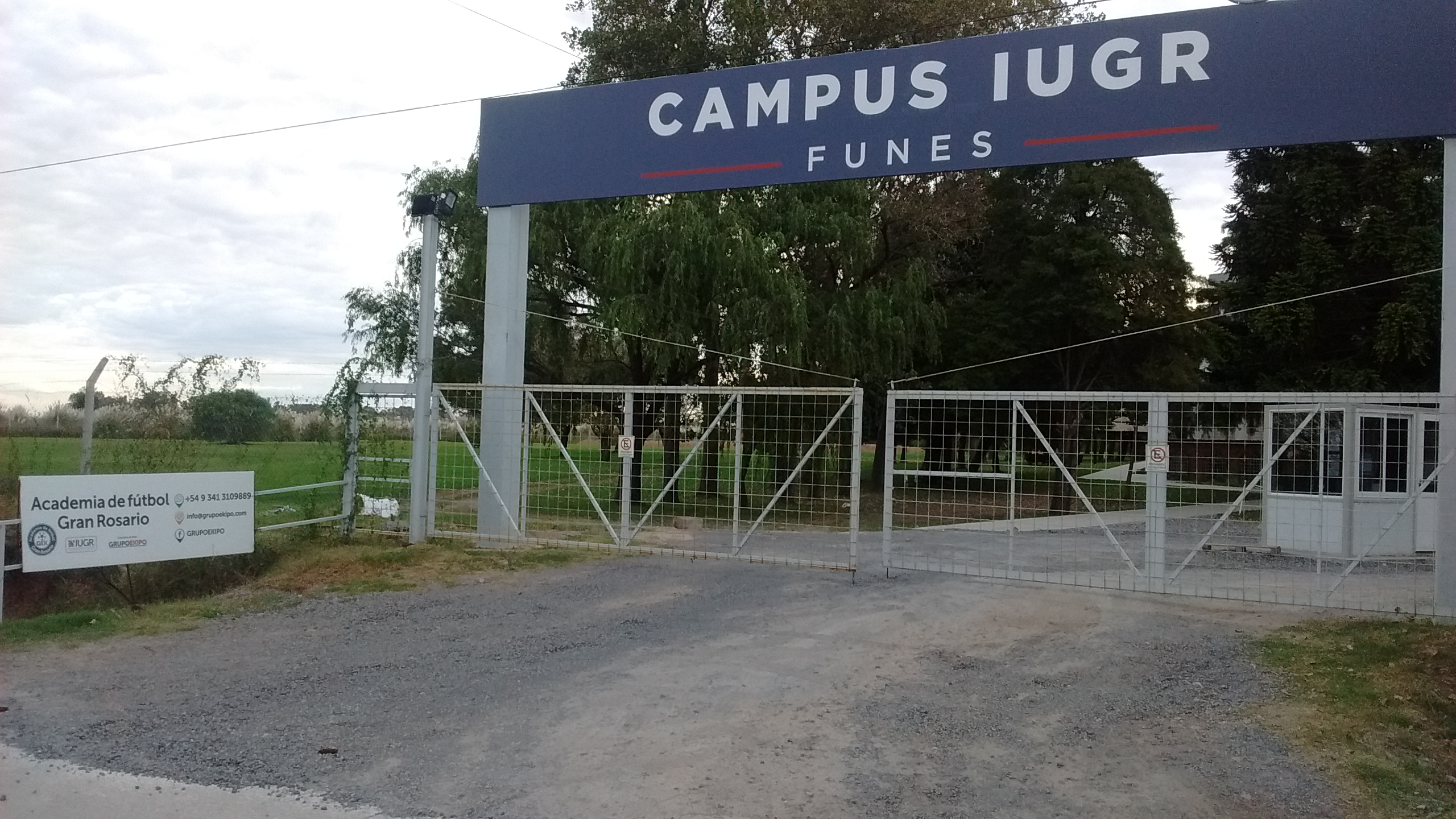
Campus del IUGR en Funes
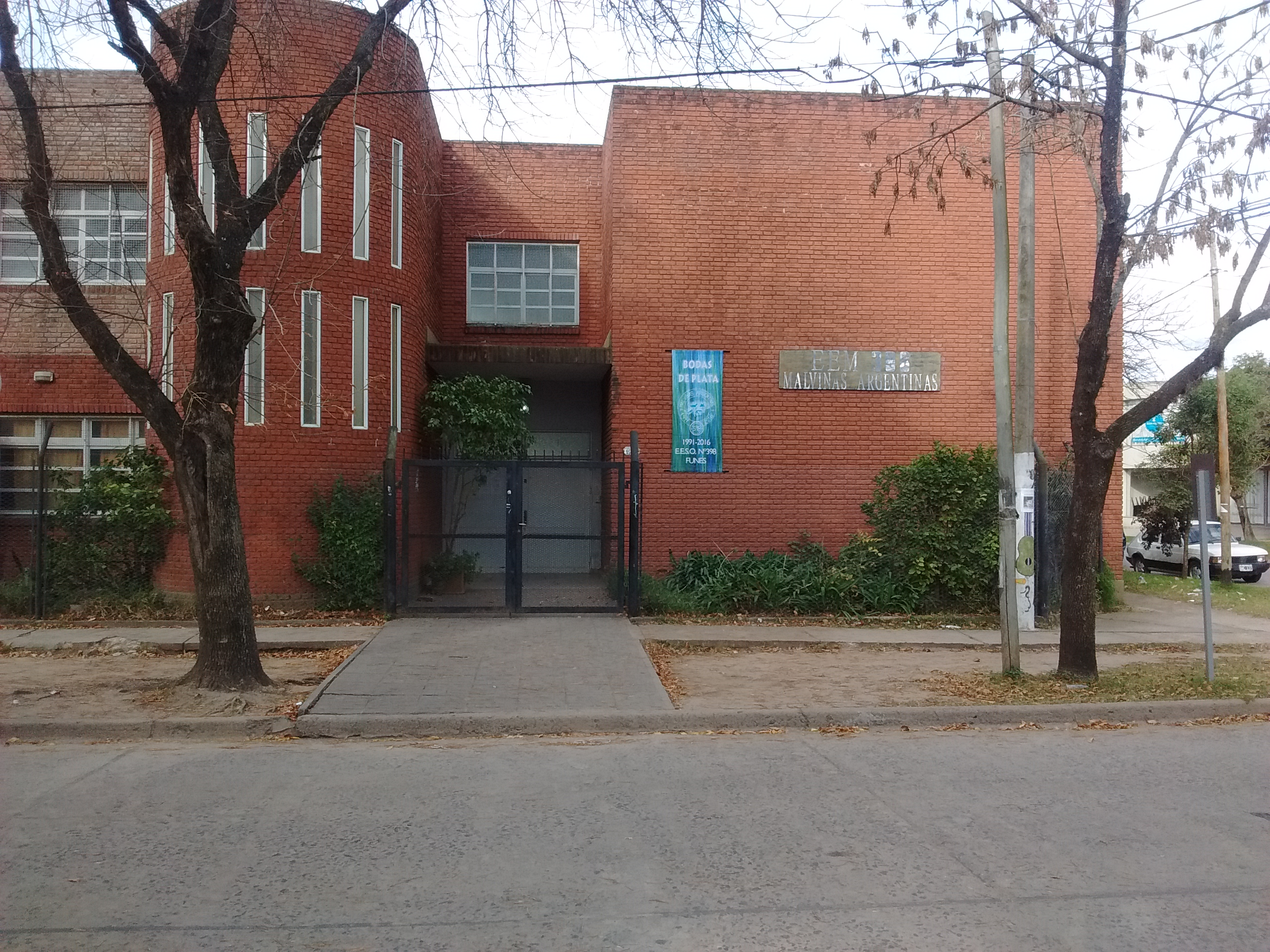
Vista a la entrada de la Escuela 398 Islas Malvinas
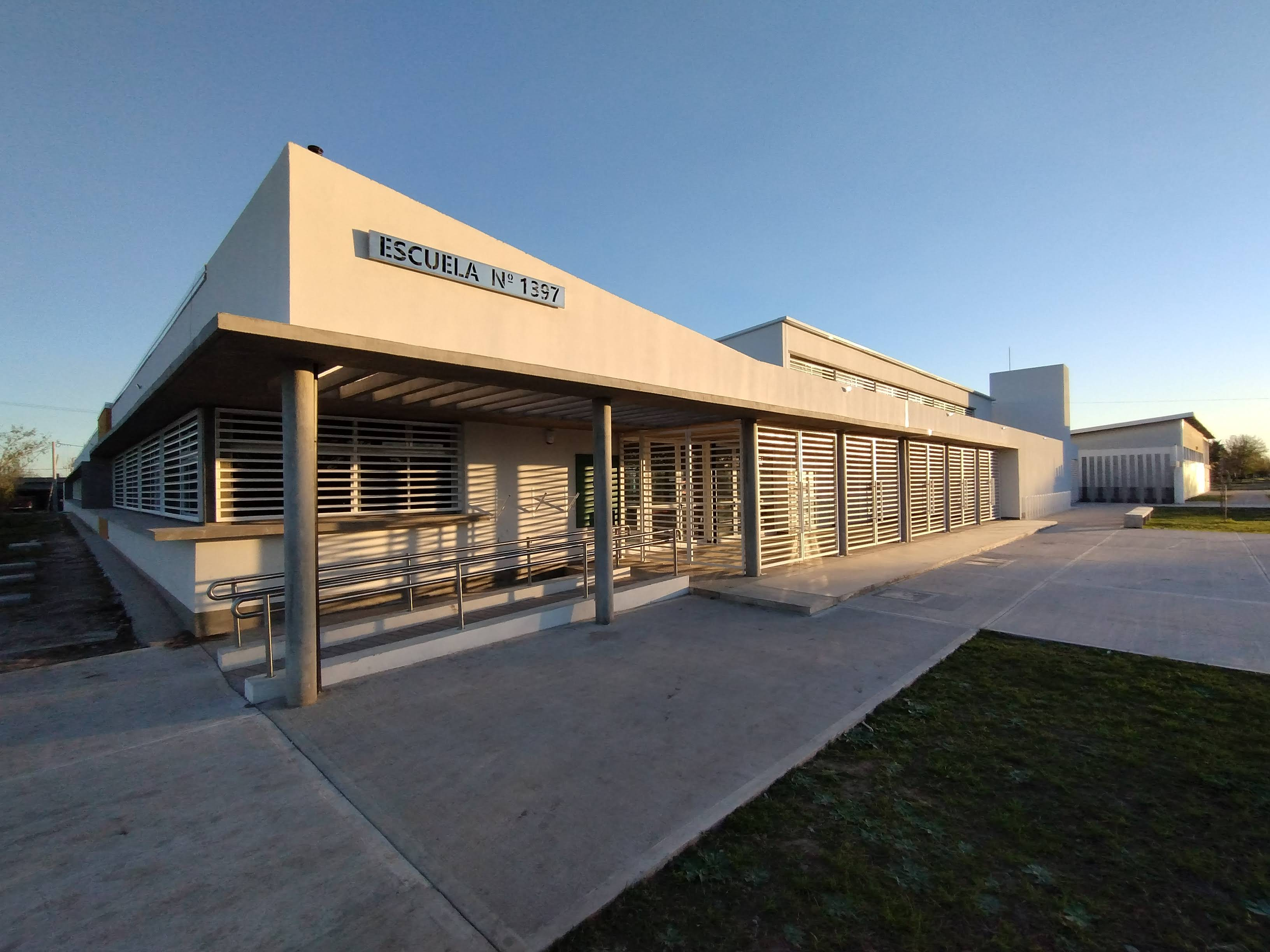
Vista de la entrada a la escuela 1397 René Favaloro

## Deporte

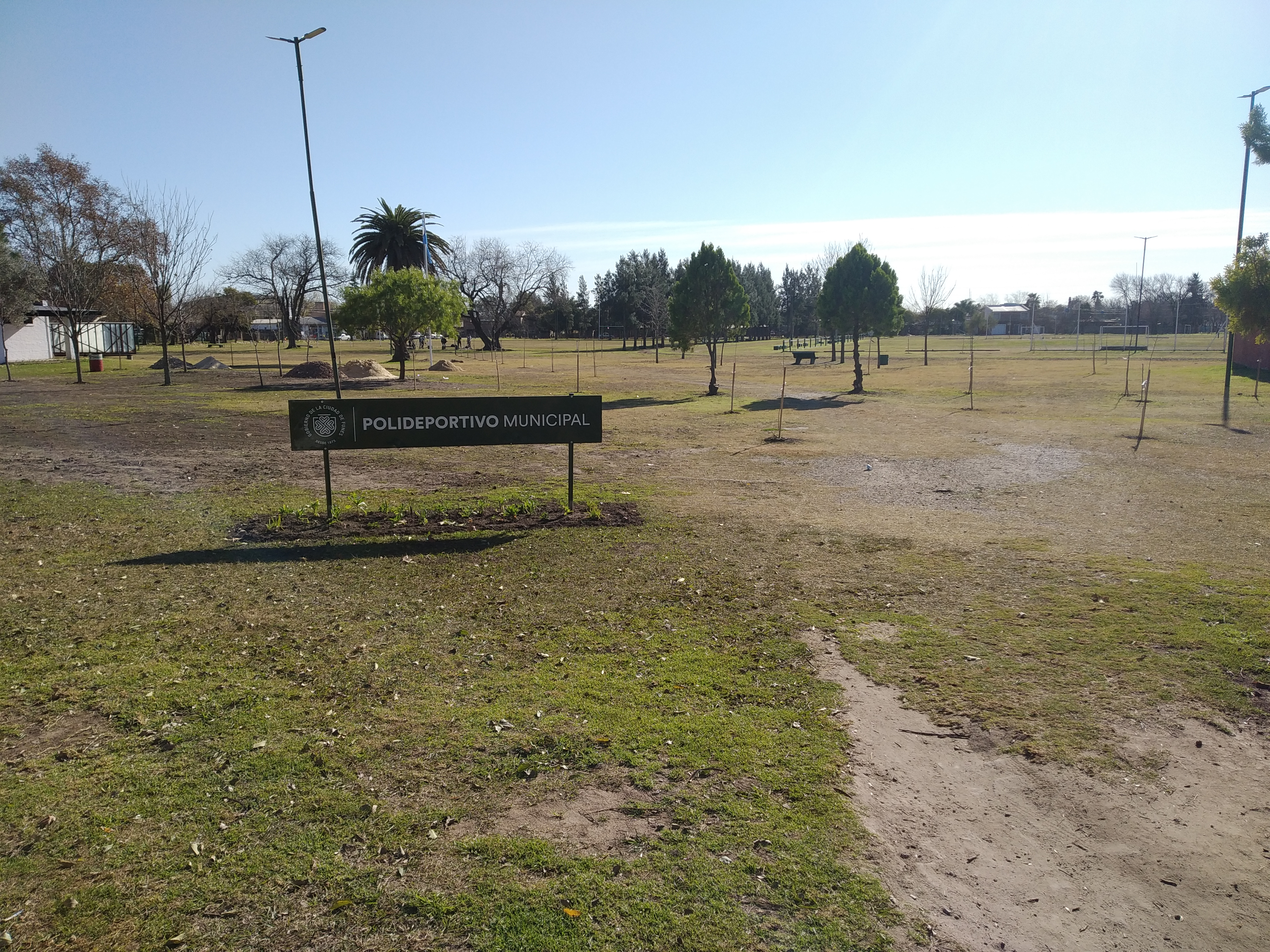
Polideportivo Humberto Illia

La ciudad cuenta con una rica tradición deportiva, con clubes y equipos que han logrado importantes logros a nivel local y regional en diversas disciplinas. Además, la ciudad ha sido cuna de varios deportistas famosos que han destacado en el ámbito nacional e internacional. El deporte es una parte importante de la vida de los habitantes en Funes, y se espera que siga creciendo y desarrollándose en los próximos años.
Entre los clubes deportivos más destacados de Funes se encuentran el Club Atlético Funes (fundado en 1921) y el Club Atlético San Telmo (fundado en 1943). Estos cuentan con equipos en varias disciplinas, tienen una importante presencia en la comunidad y han logrado importantes logros a nivel local y regional.
Además del fútbol, en la ciudad de Funes se practican otros deportes como el rugby, básquet, vóley, hockey sobre césped y tenis, entre otros. La ciudad cuenta con varias instalaciones deportivas públicas y privadas, que permiten la práctica de diversas disciplinas y fomentan el desarrollo del deporte en la comunidad.
En cuanto a deportistas nacidos en la ciudad de Funes, cabe destacar a los futbolistas Sebastián Cobelli, Juan Manuel Cobelli, y Leonardo Díaz como también los ex rugbistas Guillermo Berazategui (Plaza), Edmundo de León y Luis Guspi, del Club Universitario y del seleccionado de Rosario entre las décadas de 1960 y 1970.
Algunos otros destacados deportista más recientes de la ciudad son, el kickboxer profesional Leonardo Fretes, la maratonista Carolina Lozano, el golfista Julián Fedele, los taekwondistas Pablo García , Gastón Medina y Franca Scuizzatto, los bikers del BMX Dalmiro Torres, Nicolás D´Ambrosio, Pablo Quiroga y Rodrigo Espinoza, la patinadora Lucía Basualdo, el piloto automovilístico Juan Malino y el joven deportista Genaro Mansilla.

### Clubes y complejos deportivos
- Funes Rugby Club[70]
- Club «Defensores de Funes»
- Club Atlético Funes
- Profesional Country Club
- Club Atlético San Telmo
- Club social y deportivo Industrial
- Club social y deportivo La Florida
- Complejo deportivo Las Cañas
- Complejo deportivo Tifosi Fútbol 5
- Complejo Tenis 9
- Complejo Parada 11
- Damfield Estancia Deportiva
- Gimnasio Taekwon-do ITF (Instructor: Pablo García)

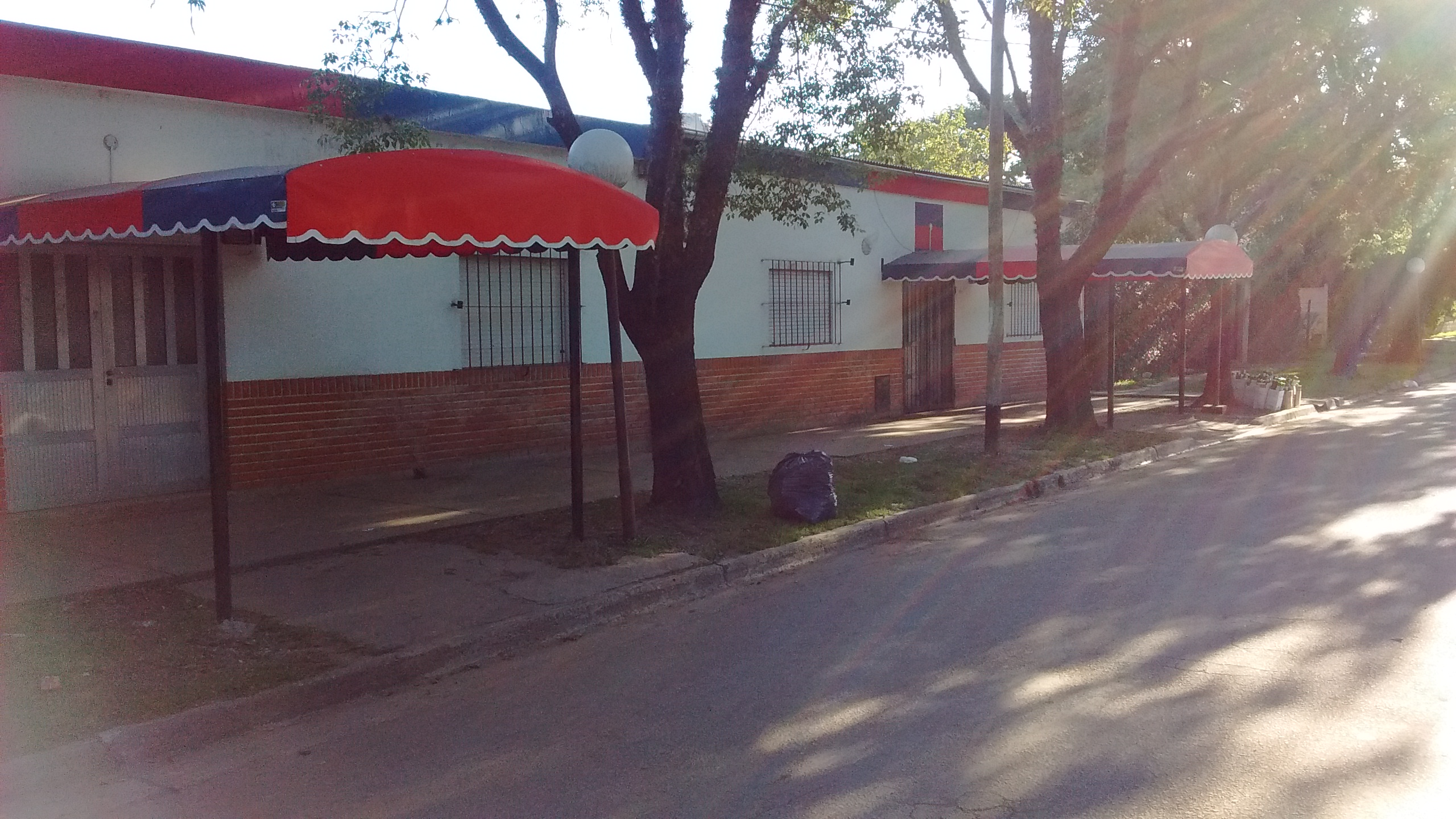
Club Social y Deportivo La Florida.
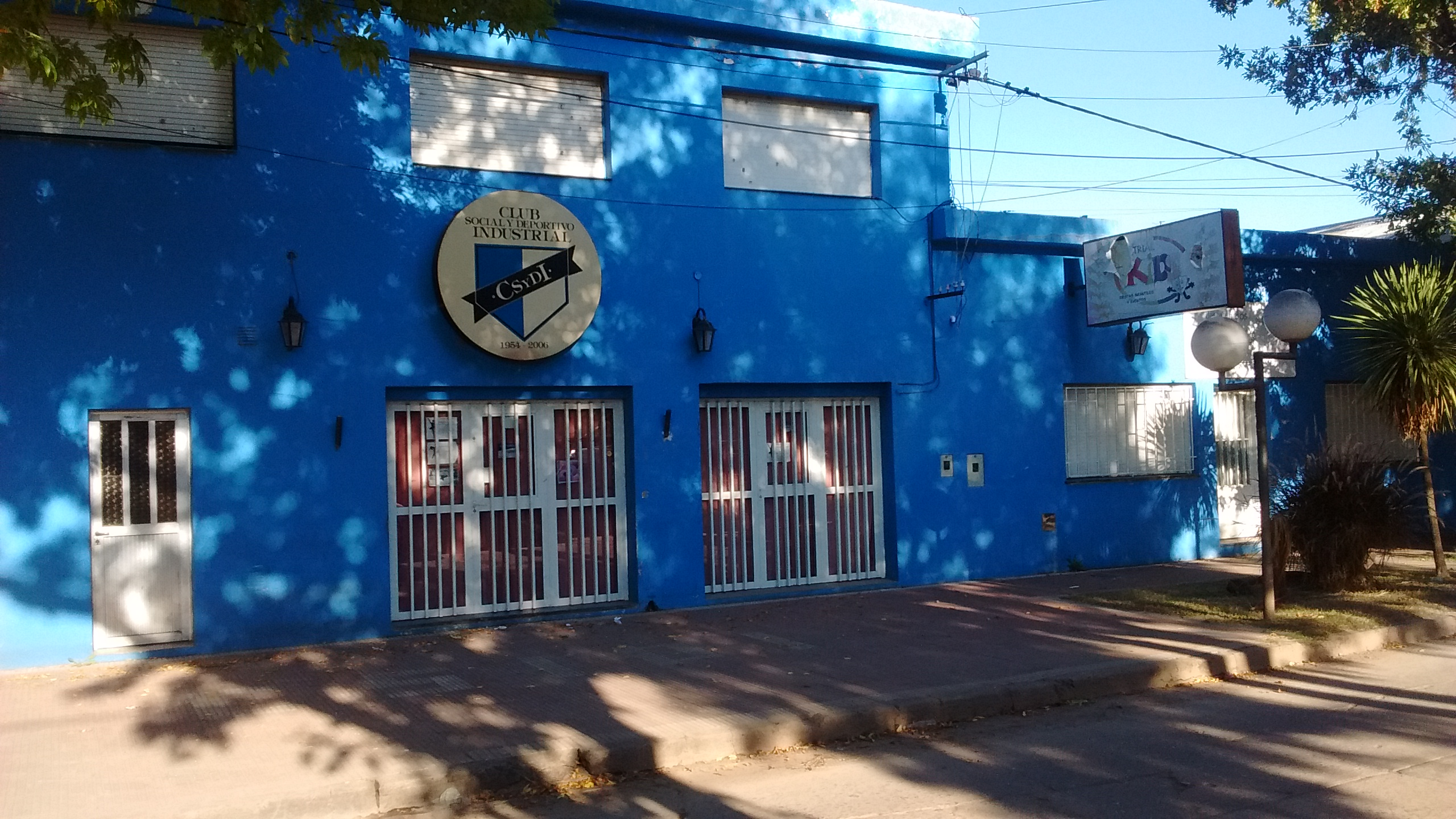
Club Social y Deportivo Industrial.
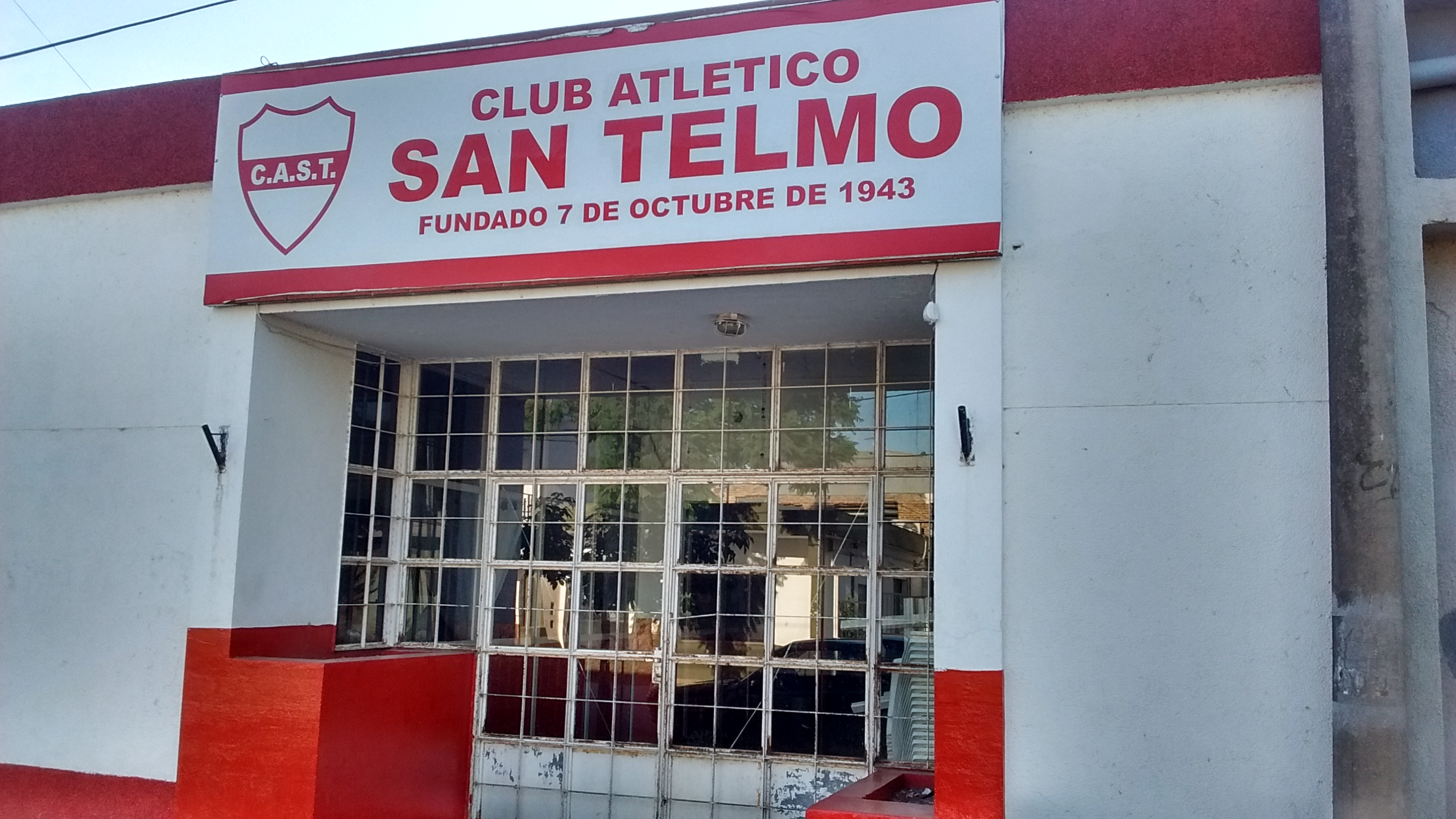
Club Atlético San Telmo.